# アウラングゼーブ
アウラングゼーブ（ペルシア語: اورنگزیب, Aurangzēb, 1618年11月3日 - 1707年3月3日）は、北インド、ムガル帝国の第6代君主（在位：1658年 - 1707年）。アーラムギール（Ālamgīr）またはアーラムギール1世（Ālamgīr I）とも称される。第5代君主シャー・ジャハーンの三男。母はムムターズ・マハル。
アウラングゼーブは若いころ、デカン地方の総督（スーバダール）として派遣され、自身の名を冠した都市アウランガーバードを拠点に、ビジャープル王国やゴールコンダ王国に対して軍事活動を展開した。その過程でミール・ジュムラーといった優れた武将を味方に付けた。
1657年、父シャー・ジャハーンが重病に陥ると、兄ダーラー・シコー、シャー・シュジャー、弟のムラード・バフシュと皇位継承戦争で争い、1658年に帝位を継承した。その後、兄弟3人を直接的・間接的に殺害し、父帝はアーグラ城へと幽閉した。
アウラングゼーブの治世は実に49年の長きに渡り、その前半は、曾祖父アクバル以来の繁栄が続いた。アウラングゼーブは若年から厳格なスンナ派の信者であり、ムガル帝国の宗教政策を変えて帝国をシャリーアで統治しようとしたが、その反面ではアクバル以来の融和路線に反する厳しい宗教政策によって、ラージプートなど異教徒の離反を招いた。特にデカン地方にヒンドゥーの復興を掲げたマラーターの指導者シヴァージーの抵抗には苦慮し、長く辛酸を舐めることとなった。
1681年以降、アウラングゼーブはデカンに大挙南下し、ビジャープル王国、ゴールコンダ王国を滅ぼし、さらにはマラーター王国を南に押し返した。だが、マラーターのゲリラ戦や重税に苦しむ諸地方の反乱、帝室における混乱といった様々な問題に悩まされ、その晩年は悲惨なものとなった。
1707年にアウラングゼーブが崩御するまで帝国の領土は最大となっていたが、彼の崩御を契機に衰退・崩壊した。

## 生涯

### 幼少期・青年期

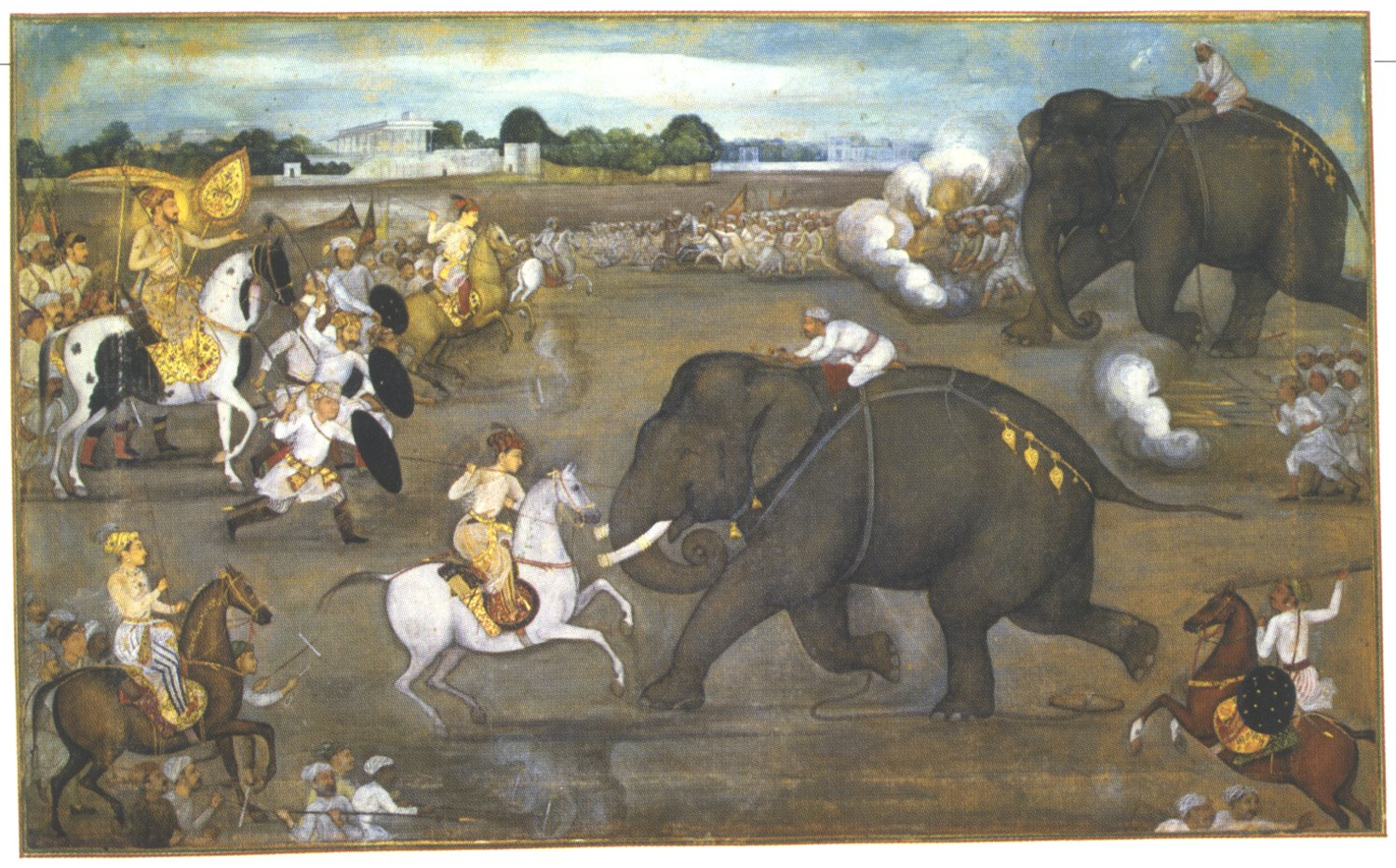
戦象に立ち向かうアウラングゼーブ（パードシャー・ナーマより）

1618年11月3日、アウラングゼーブはムガル帝国の皇子フッラム（のち皇帝シャー・ジャハーン）とその妃ムムターズ・マハルの息子として、グジャラート地方のダーホードで誕生した。
1622年、フッラムが皇帝ジャハーンギール（祖父）に反乱を起こして敗北したため、その降伏条件の一つとして、兄ダーラー・シコーとともにジャハーンギールのもとに人質として送られた。
だが、1627年10月にジャハーンギールが崩御すると、帝国の貴族アーサフ・ハーンによって解放された。のち、1628年2月に父は「シャー・ジャハーン」として即位し、帝国の皇帝となった。
1633年6月7日、2頭の戦象の試合中を台覧中、突然一頭がアウラングゼーブの方に向かってきた。だが、アウラングゼーブは逃げずに立ち向かい、象の額に槍を突き刺した。
象は怒り狂いアウラングゼーブの馬を牙で刺したため、彼は象と地上で戦わなくてはならなくなったが、廷臣らが助けに入り事なきを得た。シャー・ジャハーンは彼を大層褒め、多数の褒美と「バハードゥル」の称号を与えた、と『パードシャー・ナーマ』は記している。このことから、アウラングゼーブは幼少期より勇敢な人物であったことがわかる。
また、アウラングゼーブは若年よりイスラーム教に傾倒し、そのため彼は「ファキール」（貧者）あるいは「ダルヴィーシュ」（托鉢僧）と呼ばれるほどの熱烈なムスリムとなった（ここでのファキール、ダルヴィーシュの意味は神秘的修行者を指す）。アウラングゼーブはアクバル以来の宗教的融和を否定したナクシュバンディー教団のシャイフ・アフマド・シルヒンディーの思想を強く受けていた。この時期、シャー・ジャハーンはヴァーラーナシーの寺院を破壊していたし、帝国の宮廷ではイスラーム復興運動が盛んとなっていた。
一方、アウラングゼーブは全く正反対のアクバル以来の融和路線を支持する兄のダーラー・シコーと激しく対立し、彼を「カーフィル」（背教者、偶像崇拝者）とさえ呼んだ。対立の要因はそれだけでなく、シャー・ジャハーンのダーラー・シコーに対するアウラングゼーブも嫉妬するほどの偏愛にあった。
とはいえ、シャー・ジャハーンはアウラングゼーブの才能を認め、高く評価していた。ダーラー・シコーは時折人々に「弟たちの間で油断ならないのは、あのナマーズィー（祈りを捧げる人）だけだ」と話していた。

### 諸州の太守として・サファヴィー朝との戦い

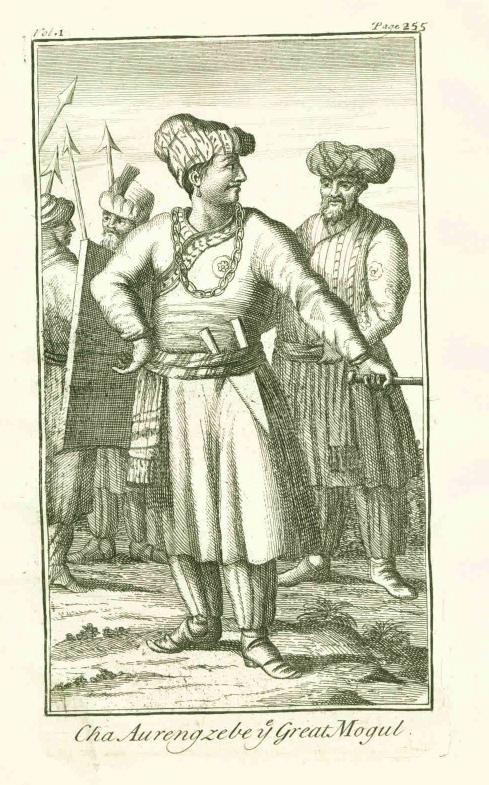
アウラングゼーブ

1636年7月24日以降、アウラングゼーブはデカン総督に任命され、デカン地方へと向かった。
これは同年2月に父帝シャー・ジャハーンがアフマドナガル王国を滅ぼしたのち、後事を彼に任せるためであった。
1644年6月7日、アウラングゼーブはこの地位を解任され、1645年2月26日から1647年1月20日まで、アウラングゼーブはグジャラートの太守であった。
1647年2月19日から10月13日まで、アウラングゼーブはバルフ及びバダフシャーンの太守であった。これはブハラ・ハーン国で起きた政争に介入し、バルフとバダフシャーンの支配を固め、サマルカンドを奪還するためであった。だが、アウラングゼーブは迫りつつある冬には為す術がなく、部隊の士気も低下していたため、ブハラの君主ナーディル・ムハンマド・ハーンに任せて引き揚げた。戦後、バルフ及びバダフシャーンの太守の地位は解任されたが、引き続きその地にとどまった。
その後、1648年12月からムガル帝国とイランのサファヴィー朝との間でアフガニスタンの要衝カンダハールをめぐり第二次ムガル・サファヴィー戦争が勃発し、2月にカンダハールがサファヴィー朝に奪回された。そのため、アウラングゼーブは父帝の命により、強力な軍勢を以てカンダハールへ進軍し、包囲を開始した。だが、アウラングゼーブの側には強力な大砲がなく包囲戦に苦労したため、カンダハールから引き揚げた。
1652年5月初頭、アウラングゼーブは今度は多数の大砲のみならず、食糧や物資を集めるなど準備を整えて、カンダハールを再包囲した。しかし、カンダハール守備隊にも食料が豊富にあり、2ヶ月経っても陥落せず、そればかりかウズベクの軍勢1万騎が接近しつつあるとの報が届いたため、包囲を解いて退いた。その後、軍の指揮権はダーラー・シコーに移った。
この間、1648年3月25日からムルターンの太守、1649年12月6日からシンドの太守を兼任し、1652年7月24日までこの地位にあった。

### デカン地方における勢力拡大

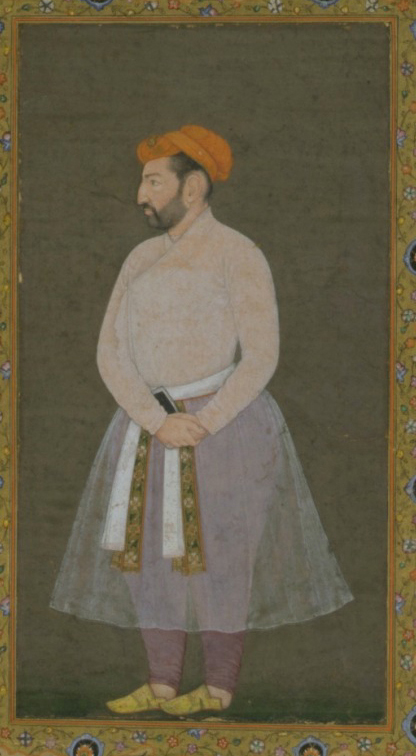
ミール・ジュムラー

1652年7月17日、アウラングゼーブはデカン総督に再任され、北西インドからデカン地方へと赴いた。
1653年、アウラングゼーブはファテーナガルをアウランガーバードと改名し、この地を自身の拠点とした。以後、アウランガーバードは長らくこの地域における帝国の拠点ともなった。
1656年、ゴールコンダ王国で君主アブドゥッラー・クトゥブ・シャーとその大臣ミール・ジュムラーが不仲になり、ミール・ジュムラーはアウラングゼーブに帰順を申し出て、ゴールコンダ王国への侵入を促した。アウラングゼーブもまた、この地域に帝国の勢力を拡大するため、ミール・ジュムラーの帰順を受け入れ、強行軍でダウラターバードからゴールコンダ王国の首都ハイダラーバードへと向かった。
だが、ゴールコンダ王アブドゥッラー・クトゥブ・シャーは難攻不落のゴールコンダへと逃げたため、1657年1月からアウラングゼーブは城に激しい攻撃を加えた。2ヶ月以上にわたる攻撃により、ゴールコンダは陥落寸前に陥ったが、ここで包囲は長引いている伝え聞いたシャー・ジャハーンから包囲を解くように命令された。この命令は、アウラングゼーブがゴールコンダ王国を滅ぼしてさらに強大化するのを恐れた兄ダーラー・シコーと姉ジャハーナーラー・ベーグムが、シャー・ジャハーンを動かして出させたものであった。
アウラングゼーブはといえど、父帝の命令には逆らえず、4月13日にゴールコンダの包囲を解き、ゴールコンダ王国はその命脈を保った。しかし、アウラングゼーブはゴールコンダ側に莫大な賠償金を課し、そればかりか自身の長男スルターンをアブドゥッラー・クトゥブ・シャーの後継にすると約束させ、王の長女をその妃に差し出すよう命じた。
ミール・ジュムラーの帰順もまた、このとき家族や自身の軍隊とともに立ち退くことを認められ、アウラングゼーブとともに王国を去った。アウラングゼーブとミール・ジュムラーはその道中ビジャープル王国を通過したが、その際に同国で最も大規模な城塞ビーダルを落として手中に入れ（ビーダル包囲戦）、ダウラターバードへと戻った。
フランスの旅行家フランソワ・ベルニエによると、アウラングゼーブとミール・ジュムラーの二人はダウラターバードで固い友情に結ばれ、アウラングゼーブは一日に二度ミール・ジュムラーの顔を見ずには生きていけず、ミール・ジュムラーもアウラングゼーブにまた会わずには一日を過ごせなかったのだという。ベルニエはまた、ミール・ジュムラーとの結びつきが、
「アウラングゼーブの王座を築く上での最初の礎石となった」と記している。
そののち、ミール・ジュムラーはシャー・ジャハーンに面会するため、妻子ら家族とともにアウラングゼーブのもとを離れ、多数の贈答品を携帯してアーグラへ赴いた。シャー・ジャハーンに面会した際、ミール・ジュムラーはゴールコンダの豊かさを証明するため巨大なダイヤモンドであるコーヒ・ヌールを贈呈し、岩山のカンダハールよりはデカン方面へと兵を進め、コモリン岬まで制圧するよう進言した。シャー・ジャハーンはこの進言を受け入れ、ミール・ジュムラーの指揮の下で大軍を送ることにした。
だが、ここで皇帝の長男ダーラー・シコーがアウラングゼーブに兵力を注ぐことになると反対し、この企てを止めようとした。その結果、アウラングゼーブはデカン総督としてダウラターバードにとどまり戦争に一切関与しない、ミール・ジュムラーを総大将に全権を持つこと、その忠誠を保証するために彼の家族をアーグラに留めおくことが条件とされた。ミール・ジュムラーは仕方なくこの条件を受け入れてデカンへと進み、ビジャープル王国の領土へと入り、カリヤーン（カリヤーニー）の城塞を包囲した。

### 皇位継承戦争の勃発

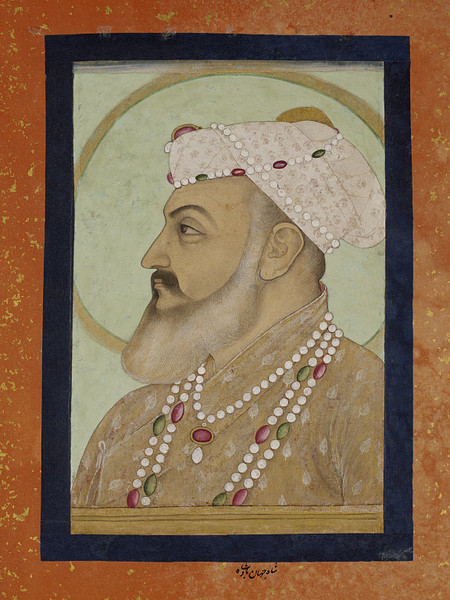
晩年のシャー・ジャハーン

1657年9月、父帝シャー・ジャハーンが病床に臥すと、帝国内において混乱が起こり、新たなる動乱が始まった。アウラングゼーブを含む息子ら4人による「勝つか死ぬか、王になるか滅びるか、二つに一つ」の皇位継承戦争である。
皇位継承戦争が幕を開けるや否や、長兄のダーラー・シコーはデリーとアーグラで、次兄のシャー・シュジャーはベンガルで、弟のムラード・バフシュはグジャラートでそれぞれ兵を集めた。だが、アウラングゼーブはその性格から慎重に動き、情勢を見たうえで、ミール・ジュムラーとの合流を優先した。
ミール・ジュムラーはカリヤーニーをいまだ包囲し続けていたが、アウラングゼーブはそこに長男スルターンを送り、ダウラターバードに来て合流するように説得を行った。だが、ミール・ジュムラーはアーグラで家族が人質にとられているため、合流して援助することも、味方だと公言することもできないと言い、スルターンは仕方なくダウラターバードへと戻った。それでも、アウラングゼーブはめげずに今度は次男ムアッザムを送り、ミール・ジュムラーの説得に成功した。
その後すぐ、ミール・ジュムラーは籠城軍に更なる攻撃をかけて和議に応じさせ、ムアッザムとともにアウラングゼーブのいるダウラターバードへと向かった。アウラングゼーブは大変喜び、ミール・ジュムラーを「バーバー」（父上）、「バーバージー」（父君）とさえ呼んだ。また、アウラングゼーブはその家族が殺害されぬよう一計を案じて、ミール・ジュムラーを拘束したように見せかけてともに行軍することを提案し、ミール・ジュムラーもこれを了承した。
アウラングゼーブはミール・ジュムラーとの合流に成功してダウラターバードを出たのち、ムラード・バフシュにシンド、パンジャーブ、カシミール、アフガニスタンを与える約束で同盟を結んだ。ムラード・バフシュはグジャラートのアフマダーバードを出て、アウラングゼーブと合流し、兄ダーラー・シコーに対抗しうるかなりの大軍団が出来た。

### 戦いと即位

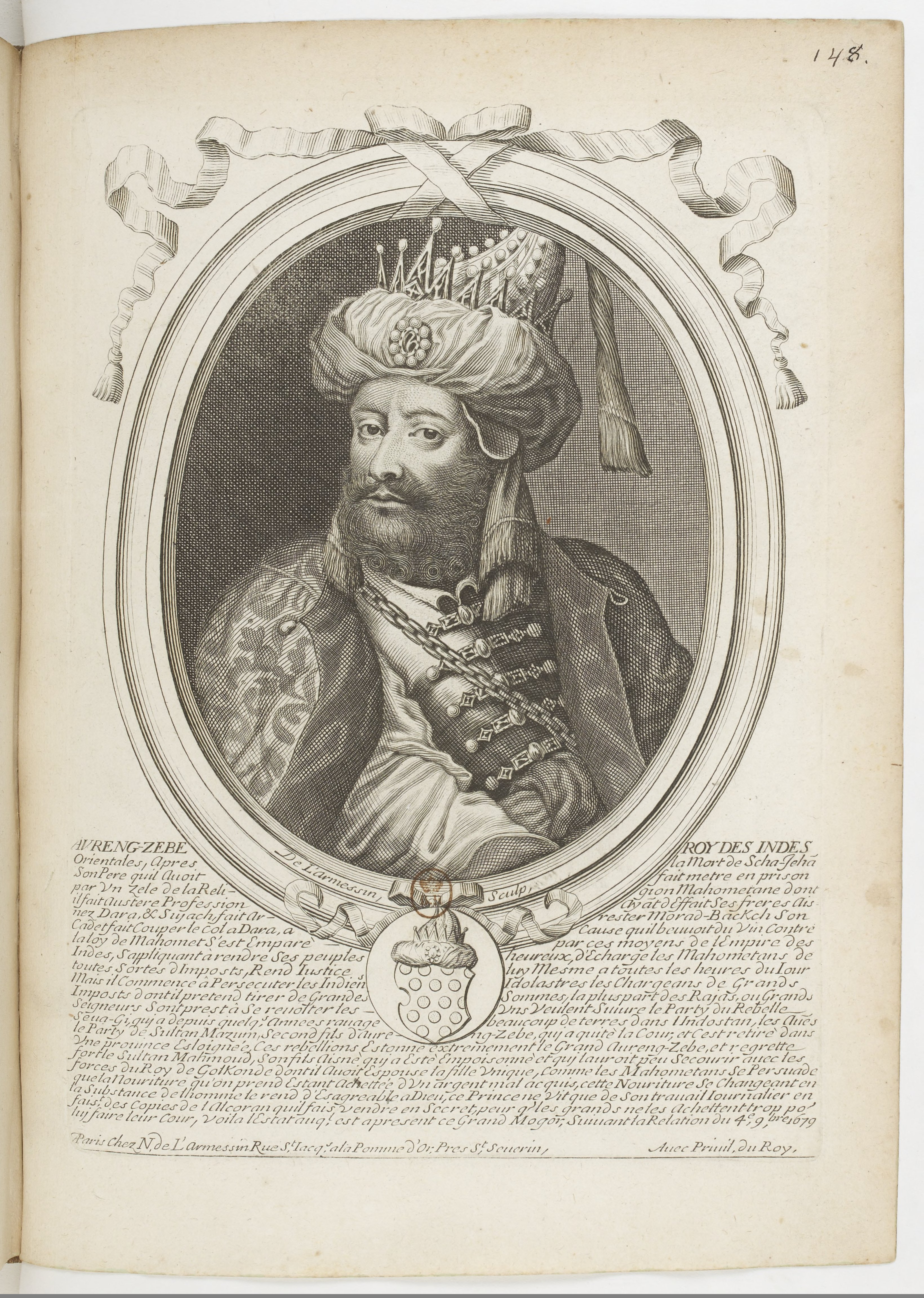
アウラングゼーブ

1658年2月、アウラングゼーブとムラード・バフシュの連合軍は父帝シャー・ジャハーンの派遣した軍勢を破った。
同年4月15日、アウラングゼーブとムラード・バフシュの連合軍はダーラー・シコーの軍とウッジャイン近郊のナルマダー川を挟んで戦闘を行った（ダルマートプルの戦い）。戦闘は最初の方はジャスワント・シングの奮闘により、ダーラー・シコー軍の方が優勢だったが、ムラード・バフシュの勇猛さに怯えたカーシム・ハーンが逃げ出すこととなり、ジャスワント・シングも大勢の部下が死亡したことで撤退せざるを得なかった。
ダーラー・シコーはこれに怒り狂い、激しく激怒した彼はミール・ジュムラーが兵力や大砲、軍資金を提供したとして、その息子ムハンマド・アミール・ハーンを殺してやりたいとまで言った。だが、シャー・ジャハーンがなだめようとしたため、これは実行されなかった。
1658年6月8日、アウラングゼーブとムラード・バフシュの連合軍は、ダーラー・シコーの軍勢とアーグラの近郊サムーガル平原で激突した（サムーガルの戦い）。この戦いはダーラー・シコーの有利にあったが、ダーラー・シコーの軍で裏切りが起き、そのために軍は壊走してしまった。
その後、アウラングゼーブはアーグラの貴族らを味方につけ、ダーラー・シコーの長男スライマーン・シコーについていた武将ジャイ・シングに帰属を求める手紙を送った。20日、アウラングゼーブはシャー・ジャハーンに会いに行くという口実のもと、長男スルターンをアーグラへ送り、シャー・ジャハーンの身柄を拘束させた。彼自ら会いにいかなかったのは、姉のジャハーナーラー・ベーグムがアウラングゼーブに対して陰謀を企てていたからだ、とベルニエは語っている。のち、22日にアウラングゼーブの任命した城塞司令官のイティバール・ハーンはシャー・ジャハーンをジャハーナーラー・ベーグムといった女性らとともにアーグラ城へと幽閉し、厳重な見張りをつけた。
7月7日夜、アウラングゼーブは弟のムラード・バフシュを騙し、酔って寝ているところを捕えた。アウラングゼーブの周到な買収工作により、翌朝までにムラード・バフシュの軍勢は簡単に乗っ取られた。アウラングゼーブはムラード・バフシュをそのままデリーのサリームガル城へ、ついでグワーリヤルへと送った。
同月7月31日、アウラングゼーブはデリーのデリー城で即位式を挙げ、「アーラムギール」つまり「世界を奪った者」の称号を名乗り、帝国の皇帝となった。アーラムギールの称号を名乗った理由には、父の王号シャー・ジャハーンの意味が「世界の皇帝」であったからだと考えられる。

### 兄弟たちの始末と父への復讐

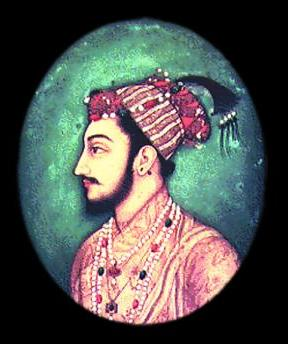
ダーラー・シコー

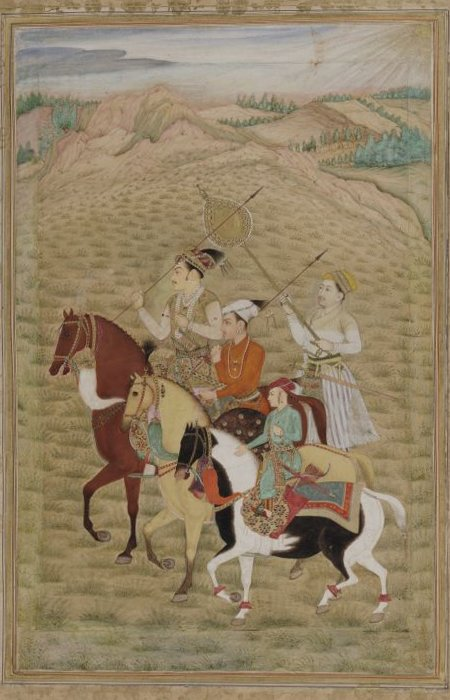
アウラングゼーブ（中央）、シャー・シュジャー（上）、ムラード・バフシュ（下）

皇帝となったアウラングゼーブはまず最初に、いまだ活動している兄のダーラー・シコーとシャー・シュジャーの始末に取り掛かった。
8月、アウラングゼーブはラホールで兵を集めていたダーラー・シコーの追撃に急いで向かい、ダーラー・シコーはムルターンへと逃げた。アウラングゼーブはムルターンまで追撃し、ダーラー・シコーがムルターンを放棄したことを知ると、彼はその追撃を部下に任せ、ムルターンに入った。アウラングゼーブはアーグラ方面が心配で、ダーラー・シコーのほかにも、シャー・シュジャーの脅威、そして誰かがシャー・ジャハーンを出獄させるかもしれないことに不安を感じていた。
その後、アウラングゼーブが急いでムルターンからラホールへと向かうさなか、帰順を促していたジャイ・シングがラージプートの兵4、5千で向かってくるところに遭遇した。
アウラングゼーブはジャイ・シングがデリーかアーグラのあたりにいると思っており、彼が父帝シャー・ジャハーンを深く慕っていたため、自分を捕えて父帝を解放するのではないかと心配した。だが、アウラングゼーブは自らジャイ・シングのもとへ赴き、「ラージャージー」（ラージャ殿）、「バーバージー」（父上殿）とミール・ジュムラーに掛けた類の言葉をかけ、その上でダーラー・シコーが破滅したと説得し、自身の真珠の首飾りをかけるなどして手厚くねぎらい、ラホールの長官に任じてラホールへと向かわせた。
11月、シャー・シュジャーが強力な軍隊を率いてアーグラへ向かってきており、すでにアラーハーバードのあたりまで来ていると報告が入った。その頃、ダーラー・シコーがグジャラートのアフマダーバードにいるという知らせが入っており、アウラングゼーブ自ら追撃に向かおうとしていたが完全にこれを部下に任せ、自身はシャー・シュジャーの討伐に向かった。
そして、1659年1月5日、アウラングゼーブはシャー・シュジャーとアラーハーバード付近のカジュハでとの戦いに臨んだ（カジュハの戦い）。戦闘は最初の方はシャー・シュジャーの優勢で、またアウラングゼーブの後陣を講和したはずのダーラー・シコー側の武将ジャスワント・シングが襲撃するなどしたため、アウラングゼーブの軍は混乱した。
しかし、ミール・ジュムラーが何とかアウラングゼーブに冷静さを取り戻させたこと、そしてアウラングゼーブの強運さによってによって、シャー・シュジャーは戦いに敗れてしまった。シャー・シュジャーは一命を取り留めたが、軍は壊走した。この日の戦いもアウラングゼーブの勝利に終わった。
その後、アウラングゼーブはシャー・シュジャーを深追いせず、早々にアーグラへと引き上げた。だがミール・ジュムラーはシャー・シュジャーの追撃を行い、シャー・シュジャーは劣勢を克服できず、1660年にアラカン王国へと最終的に逃げた。アウラングゼーブはアラカンの王にシャー・シュジャー引き渡しを求め、送還を恐れたシャー・シュジャーはアラカン王の打倒とアラカン王国乗っ取りを企てたため、1661年に殺害されてしまった。
同年3月、アウラングゼーブはダーラー・シコーの軍勢をアジュメールで破った（アジュメールの戦い）。ダーラー・シコーは逃避行を続けたのち、7月になって捕えられ、デリーへと送られた。9月、アウラングゼーブはダーラー・シコーがデリーに送還されると、ダーラーを裁判にかけ、イスラーム教に背教してカーフィル（背教者、無宗教者）になったのだとたとして処刑した。
アウラングゼーブは父帝シャー・ジャハーンの偏愛に対する精神的復讐を行うため、ダーラー・シコーの首をアーグラに幽閉されているシャー・ジャハーンのもとに送りつけた。予想通り、愛していたダーラー・シコーの死に、シャー・ジャハーンは気絶するほどの悲しみを受け、その復讐は果たされた。
1661年12月、アウラングゼーブは弟ムラード・バフシュを処刑した。ムラード・バフシュの処刑を担当したのは、父であるサイイドを殺された息子らであった。アウラングゼーブは聖なる法に基づく形でこの処刑の実行を命じたのである。
こうして、アウラングゼーブは3人の兄弟を抹殺することに成功したが、最後に残ったシャー・ジャハーンに対しても復讐行為を続けた。シャー・ジャハーンを引き続きアーグラに幽閉したまま、個人の宝石を取り上げたしたため、上履きを買い替えたりヴァイオリンを修理するぐらいの金すらなくなってしまった。アウラングゼーブはまた書簡のやり取りで、父に対して「ダーラー・シコーを偏愛し自分は愛さなかった」、と横柄な口調の手紙で厳しく追及し続けた。
1666年2月1日、シャー・ジャハーンはアーグラ城に幽閉されたままで死亡した。
とはいえ、姉のジャハーナーラー・ベーグムはその死の間際、アウラングゼーブを許す手紙にサインさせている。

### マラーターの台頭・シヴァージーとの争い

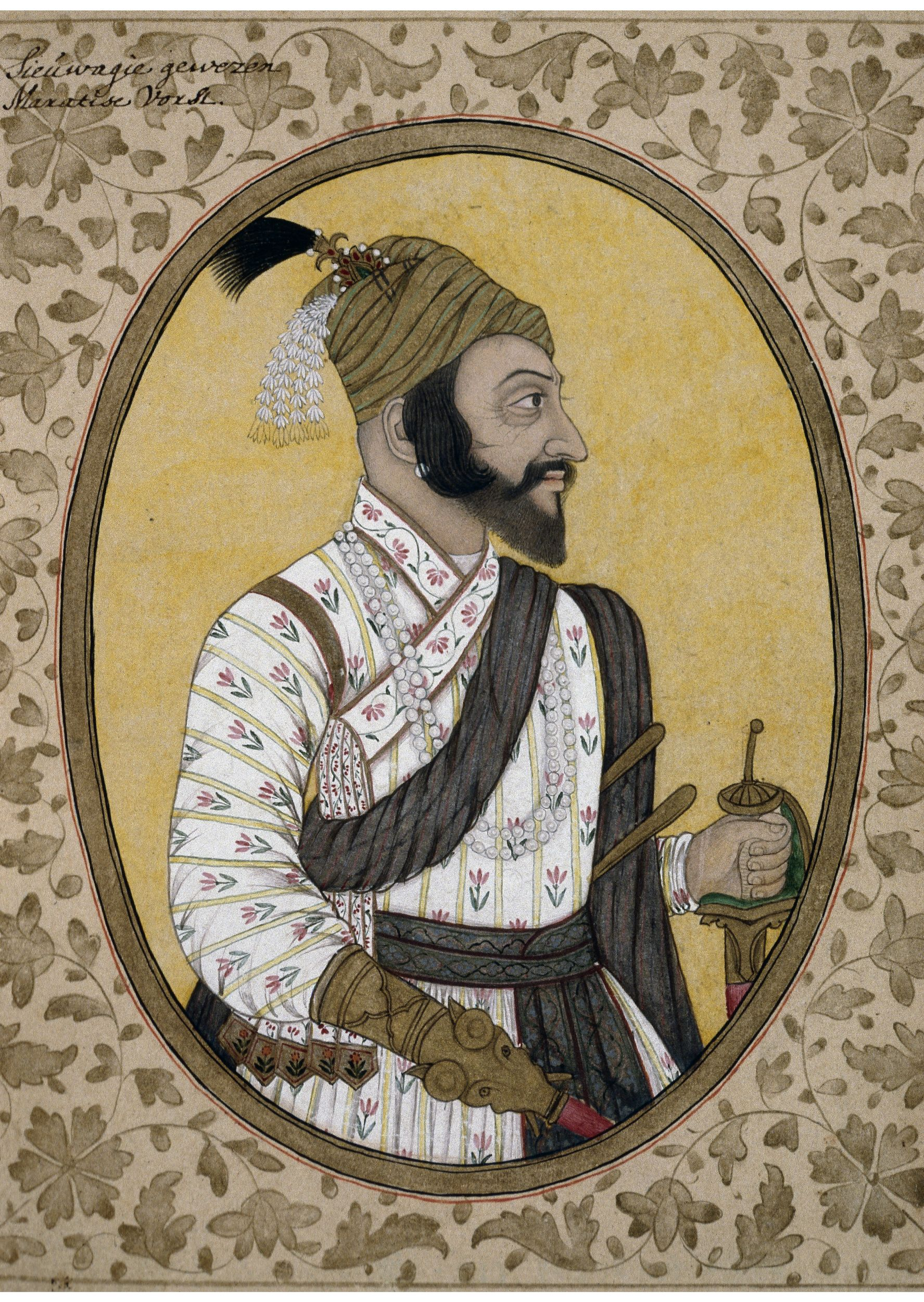
シヴァージー

アウラングゼーブは皇位継承戦争後、帝国の繁栄を維持するため、1660年代から帝国の領土拡大を目指すようになった。北西方面ではかつてサファヴィー朝との争いに敗北したために領土の拡大は望めず、北東方面ではミール・ジュムラーがアーホーム王国と交戦状態に入っていたが、一進一退であった。そのため、アウラングゼーブはデカン方面に帝国の領土拡大を目指した。
だが、アウラングゼーブはまもなく、デカンでヒンドゥーの復興を目指すマラーターの指導者シヴァージーと衝突した。マラーターはデカンを中心とした新興カースト集団で、バフマニー朝やその継承国家であるデカン・スルターン朝は彼らを傭兵などの軍事力として依存した。シヴァージーはその一つビジャープル王国の小領主の息子として生まれたが、1640年代にマラーター勢力を率いて王国に反乱を起こし、1660年代にはアラビア海に面するコンカン地方に独自の政権を持つにいたった。彼が率いるマラーター勢力は強固な山城ラーイガドを中心に多数の砦を拠点とし、西インドの重要都市スーラトなどムガル帝国の領土に何度も襲撃、略奪をおこなった。
そのため、1660年にアウラングゼーブは叔父シャーイスタ・ハーンをデカン総督として派遣し、シヴァージーの掃討にあたらせた。だが、シャーイスタ・ハーンは息子を殺されたばかりか、自身も指を切られる大けがを負った。1664年にアウラングゼーブはシャーイスタ・ハーンを更迭し、ベンガル太守としてベンガルへと送った。
同年末、アウラングゼーブは帝国で最も強力な武将の一人ジャイ・シングをデカンへと派遣した。ジャイ・シングはラージプートのアンベール王国の君主であり、かつてダーラー・シコーの側にいた武将でもある。ジャイ・シングはアウラングゼーブの期待にたがわず、シヴァージーの城塞を次々に落とし、1665年6月にはプランダル条約を締結した。この条約では、シヴァージーは12の城以外を放棄し、ビジャープル王国への遠征に参加すること、その代わり彼にマンサブ（位階）を与えることが締結された。ビジャープル王国への遠征後、シヴァージーはジャイ・シングにアウラングゼーブとの謁見を勧められ、息子サンバージーとともに帝国の宮廷へと赴いた。

### シヴァージーとの決裂

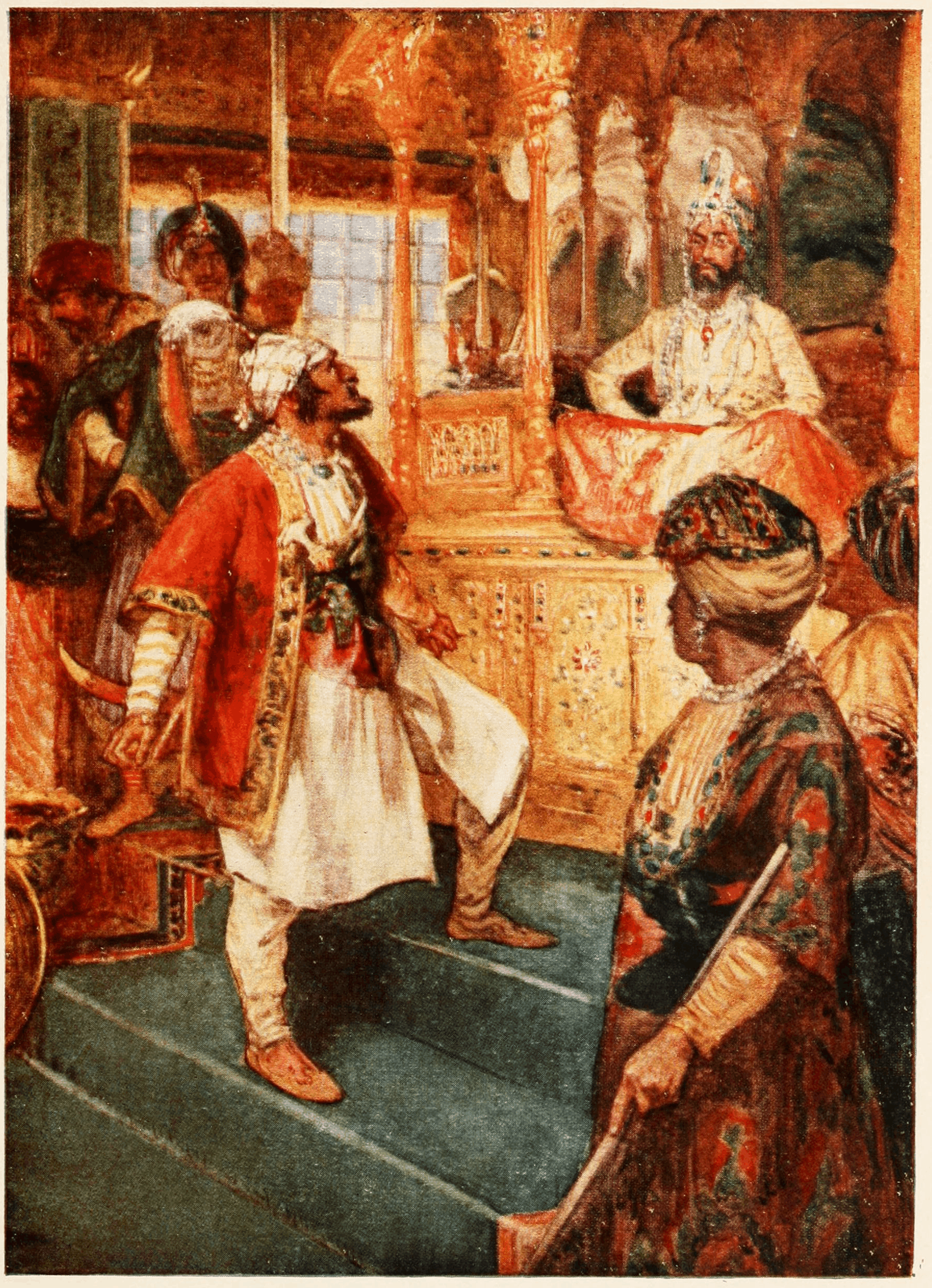
アウラングゼーブとシヴァージー

1666年2月に廃帝シャー・ジャハーンが死亡すると、5月にアウラングゼーブはアーグラ城へと入った。同月16日、アウラングゼーブは父帝が作らせた「孔雀の玉座」に座してダルバールを開き、アーグラに到着していたシヴァージーもこれにへと出席した、
ところが、アウラングゼーブは応対に際して、シヴァージーに侮辱的な態度で接し、そのうえ与えたマンサブ（位階）はその実力に見合わない、ラージプートの諸王よりも低いものだった。おそらく、アウラングゼーブは、マラーターが新興カーストであることで、地位的にはさして重要なものとは思っていなかったのであろうと考えられる。
シヴァージーはこれに激怒し、面会中に公然と自身の感情を吐き捨てて宮廷を退去し、アウラングゼーブとの関係は悪化した。
シヴァージーはのちにデカンへの帰還を求めたが、アウラングゼーブはこれを許さず、従者には帰還を許したものの、彼と息子サンバージーは事実上監禁された。シヴァージーは皇帝アウラングゼーブにジャイ・シングと取り決めた条約、ビジャープル王国への攻撃などの忠誠を示した行動を思い出させようとしたが、無駄であった。
だが、アウラングゼーブはその逃亡を防ぐため、その住居のまわりに監視させ続けるだけに留めた。そのため、シヴァージーは本国への逃亡を考え、8月にシヴァージーと息子サンバージーは2つの大きな籠に隠れて城を脱出し、本拠ラーイガドに帰還した。ここにアウラングゼーブとシヴァージーの決裂は決定的なものとなった。

### 厳格な宗教政策

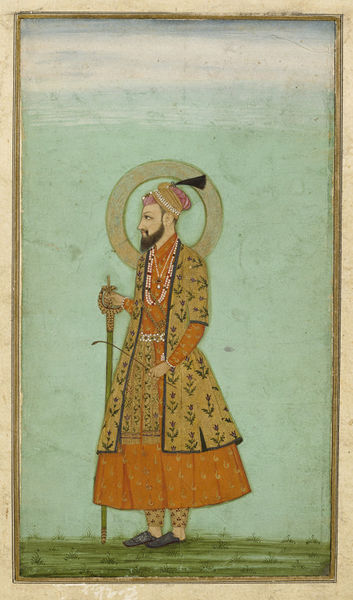
アウラングゼーブ

アウラングゼーブの治世には、父帝シャー・ジャハーンの治世から強まった宗教不寛容がさらに強まり、ムスリム以外の異教徒が弾圧され、とりわけヒンドゥー教徒にその傾向が強まった。シャー・ジャハーンといえども、特別な事情がない限りは大幅な宗教寛容をとってきた。アウラングゼーブ自身、祖母や曾祖母はラージプートの女性でヒンドゥー教徒であり、ティムールの血も随分と薄まっていたが、彼は過去の皇帝とは違って異常なまでにイスラーム教に傾倒していた。
即位の翌年、1659年にアウラングゼーブはヴァーラーナシーの行政官に命じて、同地に新しく建てられたヒンドゥー寺院を破壊させた。また、新たなヒンドゥー寺院の建築を禁じ、10年から12年以内に建てられた新しい寺院を取り壊すよう命じた。このとき同時に、ムスリムには禁忌食物の接取や飲酒、博打、麻薬などの娯楽行為を禁じていることから、ムスリムにもイスラーム教の教理に反することを認めておらず、双方に厳しい態度をとっていたことがわかる。
しかし、1660年代にマラーターなどヒンドゥー勢力が台頭し、帝国の領土に侵入するようになると、アウラングゼーブは異教徒抑圧に力を入れるようになった。アウラングゼーブは治世の前半、歴代皇帝が行なってきた融和路線に基づく穏健な宗教政策を完全に改めた。これ以降、アウラングゼーブは保守反動的な宗教政策を取り、他宗教に厳しい弾圧を行った。
アウラングゼーブは自身が手本となるよう、祈りや断食、その他イスラーム教の義務を厳守することを実行し、宝石など身に着けずに羊毛や綿の衣服といった質素な服装のみを着付けていた。彼はその側近にもこれを厳しく要求し、デリーとその近郊においてこれらは厳格に保たれていた。
アウラングゼーブの治世、ウラマーは重用され、アクバルの治世に失った領地や権威などを取り戻した。1660年代から1670年代にかけて、アウラングゼーブはムガル帝国の法体系を確立するためにウラマーにこれまでの判例集を収集させ、判例集「ファターワーイェ・アーラムギーリー（アーラムギールの教令集）」を編集させた。
1669年4月9日、アウラングゼーブは帝国全土でヒンドゥー教の寺院を破壊するよう勅令（ファルマーン）を出した。これにより、グジャラート、マトゥラー、ヴァーラーナシー、ラージプーターナーなどのヒンドゥー寺院が積極的に破壊された。寺院にあった宝物や偶像は奪われるか砕かれ、大部分はアーグラへと送られた。
同年、ジャート族の農民とザミーンダール20,000人がマトゥラー方面で反乱を起こすと、アウラングゼーブは自らその反乱を鎮圧し、翌1670年1月にマトゥラーのケーシャヴァ・デーヴァ・ラーイ寺院を破壊した。これに対してもジャートの反乱が起きたが、アウラングゼーブは首謀者を捕え、その体をアーグラで八つ裂きにした。
また、カーシー・ヴィシュヴァナート寺院やヴィシュヴェーンドラ寺院が破壊されたヴァーラーナシーでは、ヒンドゥーとムスリムがカーシー・ヴィシュヴァナート寺院の跡に建てられたギャーンヴァーピー・モスクで乱闘騒ぎを起こした。そのため、こういった騒ぎが起きたいくつかの州では、命令を実行しない、あるいは賄賂を受け取ることで解決する州も出てきた。
また、1660年代にシク教の教主テーグ・バハードゥルが北インドを縦断して布教を行い、多くの人々がシク教に改宗し、なかにはイスラーム教から改宗したものもいた。アウラングゼーブはこれを許さず、1675年にテーグ・バハードゥルを捕らえ、彼をイスラーム教冒涜の罪で処刑した。これ以降、シク教徒はゴーヴィンド・シングに率いられ、アウラングゼーブの治世を通してムガル帝国に反抗した。
その他にも、ムスリムとヒンドゥーとのあいだに関税や巡礼税（聖廟や祭礼に行く際に課される税）などで差を設けたり、ヒンドゥーの祭りを祝うことを禁じ、ヒンドゥー教徒が馬や象、輿に乗ること、武器を携行することも禁じた。役人の採用ではムスリムを優先したり、あるいはヒンドゥーをムスリムに変えたりして、ムスリムとヒンドゥーの比率が50パーセントに固定された。
アウラングゼーブはヒンドゥー教徒に過酷な弾圧を加えることで、帝国の大多数を占めるヒンドゥー教徒をイスラーム教に改宗させようとし、またイスラーム教を厳格に遵守させ、帝国を真のイスラーム国家に導こうとした。だが、近藤治は、「ムスリムが少なかったムガル朝インドの政治風土では、結局、分離主義的な方向に向かわざるを得なかった」と述べている。アンドレ・クローもまた「イスラーム教ですらかつて体験したことのない教条主義の対象となったため、皇帝は逆に孤立を深めた」、と主張している。

### マラーター王国の創始とジズヤの復活

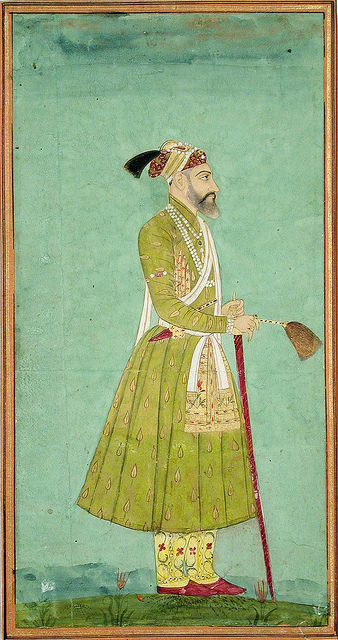
アウラングゼーブ

アウラングゼーブはヒンドゥー教徒の弾圧を強めたことで、ヒンドゥーの復興を掲げるマラーターの指導者シヴァージーと更なる対立に陥った。シヴァージーは帰還後、両者の関係は概ね平和であったが、シヴァージーは弾圧を見てプランダル条約を事実上破棄した。
1670年1月以降、シヴァージーは帝国軍軍部の混乱を見て帝国領へと襲撃を掛け、10月にスーラトを再び略奪し、その領土を徐々に回復していった。
1674年6月、シヴァージーはヒンドゥー教の儀式に則り、マラーター王を宣しマラーター王国を創始した。こうして、デカンにはヒンドゥー教を奉じる王国が建設され、シヴァージーはアウラングゼーブの治世を通してその悩みの種であり続けた。
一方、帝国内はアウラングゼーブの宗教弾圧により宗派間で分裂状態に陥りつつあったが、1679年4月2日にアウラングゼーブはジズヤ（人頭税）の再賦課令に裁可を下し、復活した。ジズヤはアクバルの治世以来100年以上廃止されてきたが、アウラングゼーブは自身から離れつつあるムスリムの結束を強め、その熱狂的支持を得ようとする算段があったのだ、と近藤治は主張する。
さて、ジズヤはムスリム以外の異教徒に課せられる直接税であったが、富裕層、中間層、貧困層に分けて課された。アウラングゼーブの場合、ジズヤの年額は富裕層13ルピー、中間層6.5ルピー、貧困層3.5ルピーだった。ジズヤはまた逆進的な課税方式をとったため、富裕層や中間層には軽微なものであったが、貧者の負担する税額は極端に高くなり、それは当時の都市在住の未熟練の1ヶ月分の手取りに相当する額であった。とはいえ、女性、子供、老人、心身障害者、極貧者には課せられなかったため、ジズヤは徹底した調査を必要とし、課税する側にも多大な負担がかかり、その税収を目的とするよりはむしろ、イスラームの正統主義を掲げる君主がシャリーアに基づいて課すものであった。
ジズヤの復活には宮廷内で賛否が分かれ、帝国の盟友であるラージプートの有力者らからは陳情を求める形で発令を見合わせるよう上奏があった。だが、アウラングゼーブはウラマーらの建議を受け、その意見に従う形でジズヤを復活した。妥協案として、帝国軍に軍籍のある者はジズヤを免除されるという条項を付加し、これによりラージプートとの同盟は依然と同様に維持されると考えた。
デリーのヒンドゥー教徒の民衆はジズヤ復活に抗議し、デリー城の城壁にまで押し寄せたほどであった。だが、なかにはこれを機にイスラーム教に改宗するものも少なくはなく、アウラングゼーブはそうした人々に賛辞を述べた。
アウラングゼーブがジズヤを復活すると、シヴァージーも抗議の手紙を送って諌め、今ある帝国の繁栄は過去の皇帝の努力によるものだとわからせようとした。彼は「ジズヤを復活して貧しい人々を苦しめ、ティムールの名を汚した」、と厳しい批判を書き連ねている。
同年7月、マールワール王国、メーワール王国のラージプートらが帝国に対して反乱を起こした。これはジズヤの復活を契機としたものであったが、そのほかの原因には1678年12月にマールワール王国の君主ジャスワント・シングが死亡した際、後継者がなかったためにその領土を帝国の直轄領化したことがあった。アウラングゼーブはこれに対して武力を以て応じ、これらとの戦争に入った（第二次ムガル・ラージプート戦争）。

### デカンへの長期遠征

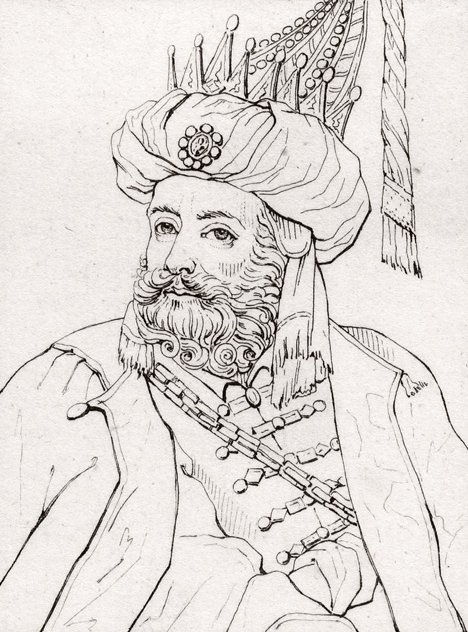
アウラングゼーブ

1680年4月、アウラングゼーブにとって悩みの種であり続けたマラーター王シヴァージーが死亡した。その後を継いでマラーター王となったのはシヴァージーの息子サンバージーである。
一方、帝国とラージプートとの戦争は続いていたが、1681年1月にアウラングゼーブの四男アクバルがアウラングゼーブとの対立からラージプートに味方し、反旗を翻した。だが、アウラングゼーブは自らこの反乱を鎮圧し、敗れたアクバルはマラーター王国へと逃げた。同年9月、帝国とメーワール王国との間に講和が成立し、アウラングゼーブはマラーター王国を追討するため、デカン地方への南下の準備を行った。この地域はムガル帝国が大規模な軍事行動を行うことが出来る唯一の地帯であった。
そして、同月にアウラングゼーブはデリーを出陣し、皇帝親征の大軍を以てデカン地方へと大挙南下を開始した（デカン戦争）。11月、アウラングゼーブはデカンの入り口ともいえる要衝ブルハーンプルへと到着し、そこからさらに南へと進撃した。その後、アウラングゼーブはアウランガーバードを陣頭指揮をふるう滞在地とし、サンバージー率いるマラーター軍と戦ったが、その戦いは4年間ずっと平行線であった。
そのため、アウラングゼーブはデカンで未だ命脈を保っていたビジャープル王国とゴールコンダ王国に標的を変えた。長い包囲戦を経たのち、1686年9月にビジャープル王国を、翌1687年9月にはゴールコンダ王国を制圧し、これらを併合した。だが、このときアウラングゼーブはゴールコンダ王国の版図にあったヒンドゥーの二つの大寺院、オリッサのジャガンナート寺院と南インドの聖地ティルパティの寺院を破壊することはなかった。これは征服まもない地域のヒンドゥー教徒の住民から反感を買い、抵抗を受けぬよう一定の配慮をしたのだという。
その後、アウラングゼーブは再びマラーターとの戦いに戻り、1689年2月にマラーター王サンバージーを奇襲攻撃によりサンガメーシュワルで捕らえ、同年ビーマー河畔トゥラープルで処刑した。同年にはマラーターの拠点ラーイガド城も落とし、サンバージーの息子シャーフーを捕らえた。彼はムガル帝国の宮廷で育てられることとなった。危機に陥ったマラーター王国はサンバージーの弟ラージャーラームをマラーター王とし、デカンを逃げ南インドのシェンジ（ジンジー）を拠点とした。
こうして、1689年までにアウラングゼーブはデカンを制圧し、帝国の4分の1に当たる領土を版図に加え、ムガル帝国の勢力は南インドにまで及んだ。ここまで一国家としてイスラーム国家の勢力が膨張したのは、トゥグルク朝のムハンマド・ビン・トゥグルク以来であった、フランシス・ロビンソンは語っている。
ここで注目すべきなのは、このデカン遠征で戦った帝国軍の兵士や軍司令官さえもが、帝国の民族構成上ほとんどヒンドゥー教徒だったことである。ヒンドゥー教徒を弾圧していたアウラングゼーブは、実は多数派のヒンドゥー教徒の助力なしには領土を拡大することはできなかったのだ。なんとも矛盾した話である。

### 諸地方の反乱・デカン地方における統治

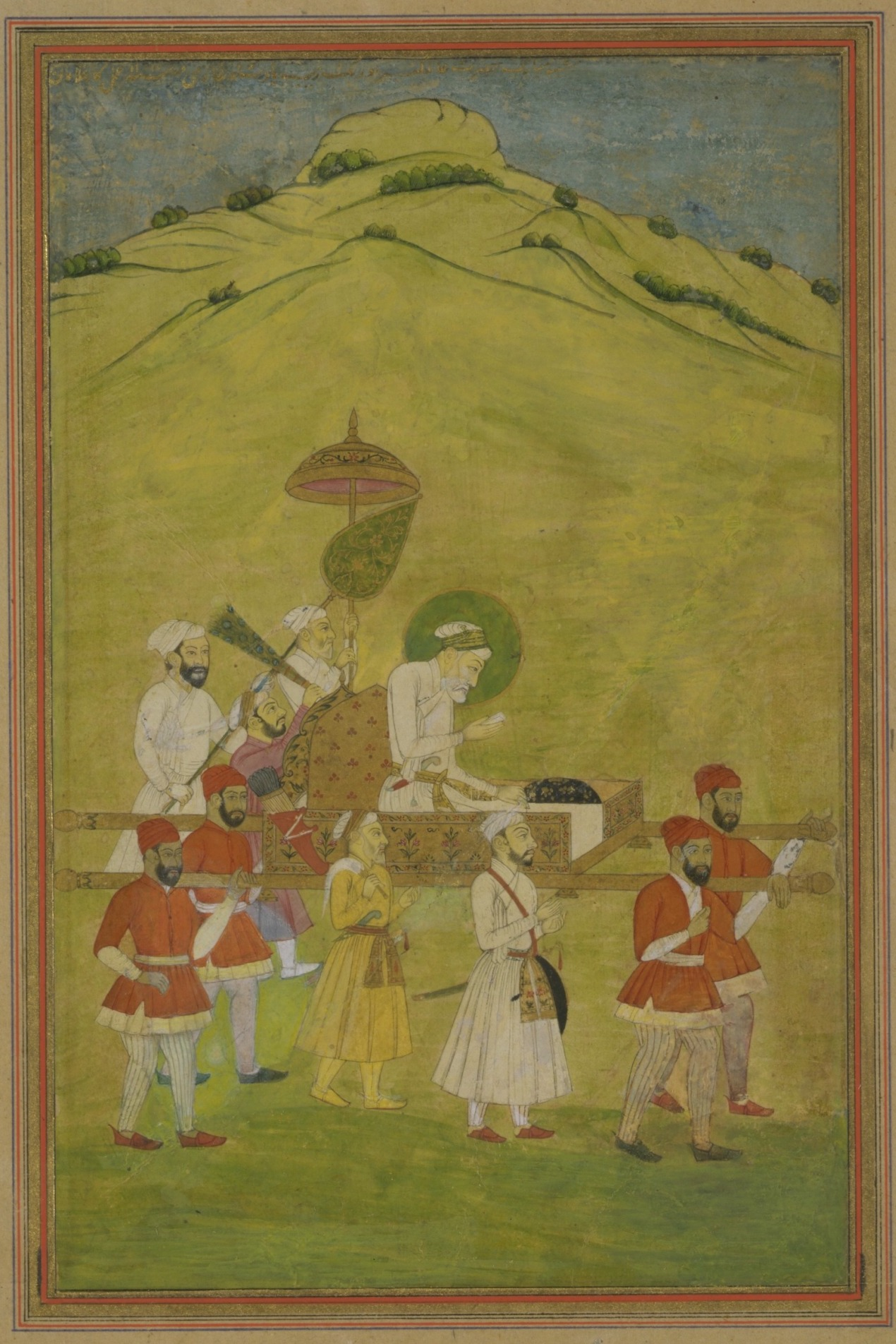
アウラングゼーブ

だが、このようにアウラングゼーブが帝国の領土を拡大しているにもかかわらず、1680年代から1690年代にかけて、北インド各地では農民やザミーンダールなど人々の反乱が相次いだ。なぜなら、かねてからの重税に加え、デカン戦争による莫大な戦費がさらなる負担として人々の肩に重くのしかかかり、その生活が困窮したからであった。
すでに、1680年代にはアーグラ周辺のジャート族が重税に抗議して反乱を起こすようになり、デリーとデカンをつなぐ公道を旅する旅人や商人の隊列を略奪するようになった。1691年以降、ジャート族はチューラーマンに率いられて反乱を起こし、アーグラの西のバラトプルを拠点に半独立の政権を持つようになった。
1690年代、ベンガルでも深刻な反乱が起こり、反乱勢力は最大時には歩兵60000人、騎兵10,000人で各地を荒らし、ベンガルの農作物がデカンに届かないという事態に陥った。アウラングゼーブはこれを解消するため、孫のアズィーム・ウッシャーンとその補佐ムルシド・クリー・ハーンをベンガルに送り、1698年にこの反乱を鎮圧したが、ベンガルは長く続いた反乱のため疲弊した。
一方、デカン地方では、アウラングゼーブがビジャープル王国とゴールコンダ王国の旧領にムガル帝国の行政制度を敷こうと尽力していた。だが、ゴールコンダでは比較的たやすく進行したが、マラーター王国領に隣接していたビジャープルではその妨害を受け、なかなか思い通りにならなかった。というのも、マラーター王国の武将はラージャーラームに付き従ったものもいれば、デカンに残った者もおり、彼らはマラーター王の檄で帝国に交戦していた。
また、帝国の領土が拡大したことにより、ビジャープル王国、ゴールコンダ王国、マラーター王国の支配者層が貴族（マンサブダール）に取りたてられた。ビジャープル王国及びゴールコンダ王国に属していたものが64人、マラーター王国に属していたものが96人で、貴族全体の16パーセントを占めた。だが、マラーターの貴族はラージプートの貴族とは違い、高度なペルシアの洗礼も受けることもなく、宮廷に出ることもなかった。この貴族層の膨張はデカン戦争の出費と相まって、結果的に貴族全体の給与の大幅な減少につながった。

### マラーターとの泥沼の戦いと帝国軍の疲弊

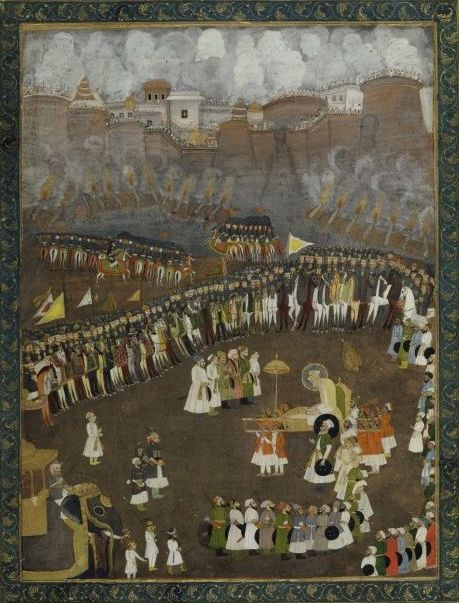
サーターラーを包囲するアウラングゼーブ

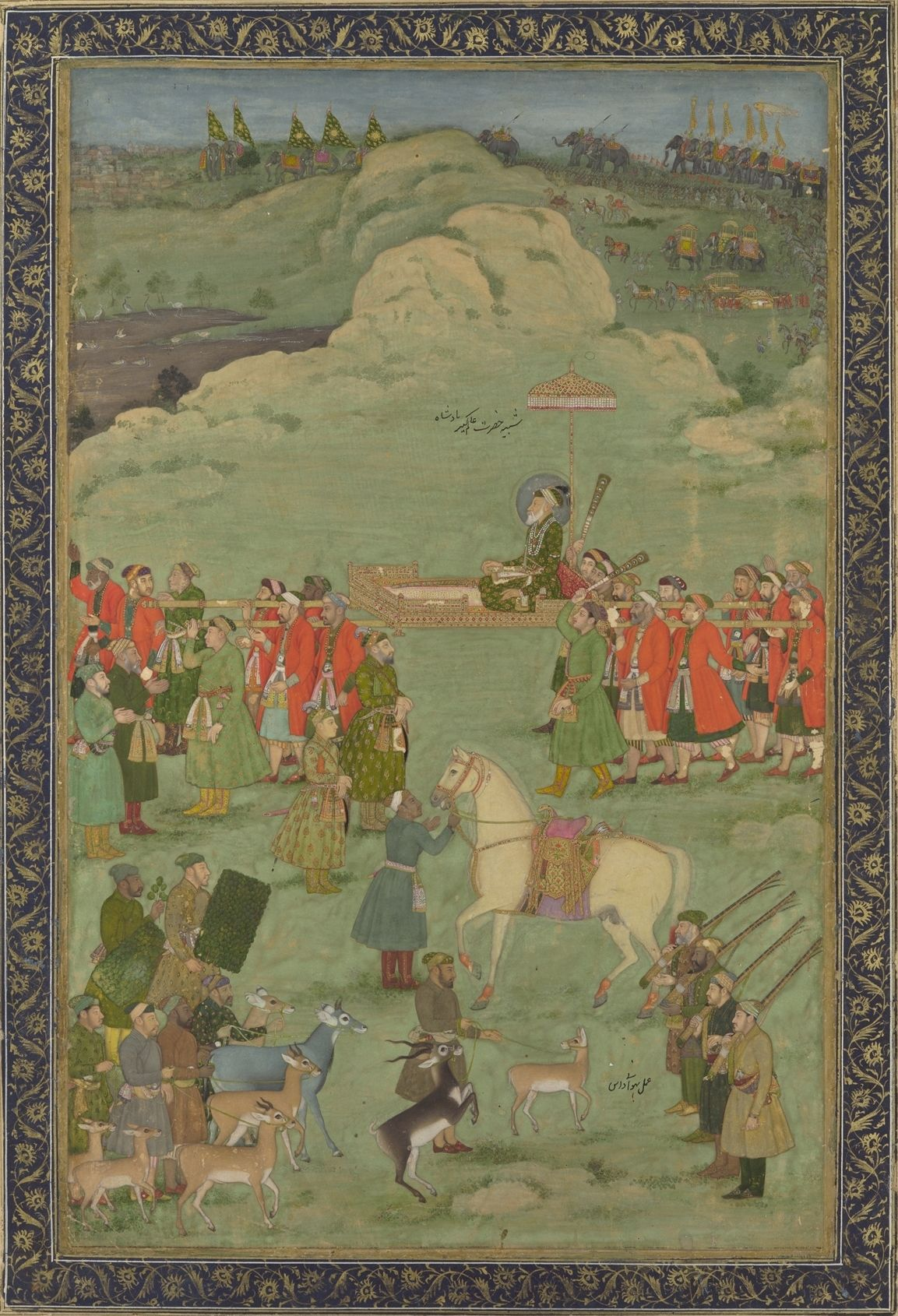
行軍するアウラングゼーブ

このような反乱が起きているにもかかわらず、アウラングゼーブはデカンで戦い続け、カルナータカ地方という広大な面積の地方を帝国に併合しようとした。南インドに逃げたマラーターにはズルフィカール・ハーンを差し向けて、1690年9月からマラーター王国の拠点シェンジを包囲させていた（シェンジ包囲戦）。
1698年1月、帝国軍は8年間包囲したシェンジを落とし、ラージャーラームは南インドからデカン地方のサーターラーへと拠点を移した。その後、アウラングゼーブはマラーターを追い、1699年12月にはサーターラーを包囲し、1700年4月にこの地を落とした（サーターラー包囲戦）。
この間、3月にマラーター王ラージャーラームが死亡し、その息子シヴァージー2世がマラーター王となった。アウラングゼーブはマラーターとの戦闘を片すことが出来ると期待したが、彼を擁する摂政であり母后のターラー・バーイーは有能な人物で、マラーターを率いて帝国軍から奪われた砦を次々に奪回した。だが、アウラングゼーブはジハード（聖戦）を宣して包囲戦の指揮を自ら取り、買収と武力で圧迫して次々と落し、取戻していった。彼はすべてのマラーターの城を奪取するつもりであった。
だが、アウラングゼーブが敵の城塞に集中しているのにマラーターは目をつけ、デカン地方のあらゆるところで襲撃をはじめ、このため1702年から1704年にかけて北インドおよびグジャラートからハイダラーバードに至る隊商路が途絶えてしまった。マラーター王国のあるデカン西部では、安全の保証を代償に定期的に保護料が徴収されていた。その後、マラーターはハーンデーシュ、マールワー、グジャラートにまで襲撃を繰り返すようになった。
その一方、この頃になるとムガル帝国とマラーター王国との間で講和の話が持ち上がってきた。マラーター側の指揮官が和平を持ち出したのに対し、アウラングゼーブもまた長年捕虜としてきたシャーフーを解放してマラーター王にすることを考えた。そのため、1703年から双方で和平交渉が何度か行われたものの、結果としてそれは実を結ばなかった。
アウラングゼーブのデカンにおける遠征が長引くにつれ、デカンに駐留する兵士の志気は徐々に低下していき、その戦費は莫大なものとなって財政は次第に圧迫されていった。財政の悪化はマンサブダール制の動揺させ、過度の地租徴収による。近藤治は「ムガル朝にとって最も深刻な問題は、皇帝親征のムガル大軍を以てしても、マラーター軍に壊滅的打撃を与えられることが出来ないことによる皇帝権の威信の低下であった。（略）だが、今やムガル朝高官たちのアウラングゼーブに対する信頼感さえも薄らいでいった」と主張している。
1681年以降、アウラングゼーブが帝都デリーに戻らずに治世の後半をデカン戦争に費やしたことによって、帝国の重心はアウランガーバードを中心としたデカンに移り、それから生み出される影響は大きかった。特に、17世紀末から18世紀初頭、アウラングゼーブはマラーターと激しい戦争を行い、帝国の統制と権威は北インドの及ばなくなった。帝国に仕える者はデカンと北インドに分けられ、北インドで仕える者はほとんど宮廷に出仕しなくなり、なかにはマラーターと手を結ぶものも現れた。アウラングゼーブが信頼していたウラマーもまた、徴税官と同じようにジズヤから得られた税を着服し、国庫に税が届かなくなった。行政機構は壊滅し、帝国の財政を担ってきた北インドは荒廃して悲惨な状況であり、財政は年を追うごとに悪化した。
また、17世紀を通して、イギリスはマドラス、ボンベイ、カルカッタを、フランスはポンディシェリー、シャンデルナゴル（チャンダンナガル）をそれぞれ獲得し、18世紀初頭になると両国はインドの植民活動に乗り出そうとしていた。1690年代にはアウラングゼーブはボンベイでイギリス国王の肖像を刻んだルピー硬貨の鋳造を止めれず、1702年になるとアウラングゼーブの臣下がマドラスで権力を行使できなくなっていた。

### 後悔と最期

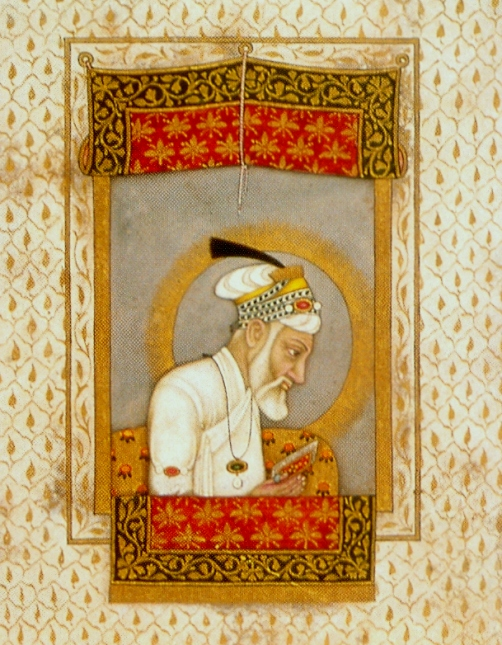
晩年のアウラングゼーブ

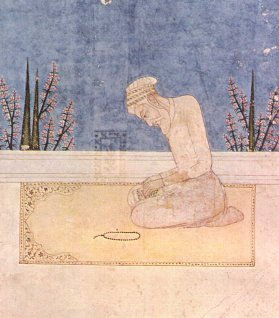
うつむきながらコーランを読む晩年のアウラングゼーブ

アウラングゼーブはマラーターに応戦しつづけたが、1705年5月に手足に激痛を感じて倒れ、12日間公に姿を見せることはなかった。アウラングゼーブは回復したが、老齢による衰えは隠せずにデリーに帰還することにしたが、1706年1月31日からデカンのアフマドナガルにとどまった。
5月、アフマドナガルではマラーターとの間で激しい攻防戦が行われた。だが、マラーターはアフマドナガルを落とせず、そのため地方に展開した。9月になるとマラーターは一段と攻撃の手を強め、治安の悪化からアフマドナガルに入れる者はいなくなってしまった。アウラングゼーブはマラーターとの講和にも失敗し、「もはや自身に残されたのは神のみ」と語ったという。
アウラングゼーブはその晩年、自分の統治は誤りであると思うようになり、崩御後にかつて自身が争ったように息子らの間で皇位継承戦争が起こるのではないか心配するようになったという。そのためか、アウラングゼーブは崩御の2週間前、三男アーザムと五男カーム・バフシュを別々の任地に送った。フランシス・ロビンソンは「鎖を解かれた2匹のライオンを一緒にしておくわけにはいかなかった」と述べている。
1707年2月28日、アウラングゼーブは高熱に倒れたが、「イスラーム教の日に5回の祈りだけは続けさせてほしい」、と言い張ったという。彼がもはや信じることの出来るのは神だけであった。フランシス・ロビンソンは「アウラングゼーブの晩年は悲劇としか言いようのないものであったが、それは父帝シャー・ジャハーンの悲劇とは趣が異なっていた」としている。
崩御を迎える数日前、アウラングゼーブが息子アーザムに宛てた手紙には、その半世紀にわたる長い治世に対する後悔の念がつづられている。それはこのような内容であった。
| 「 | 「そなたとそなたのそばにいる者たちが平穏であるように。（余は）老いて（略）手足から力が消え去った。余はたった一人で（この世に）来て、よそ者としてたった一人で（あの世）に去る。余がこの世で過ごした日々は贖罪の日々を除いて、余に後悔の念しか残さなかった。（略）余は臨機応変に統治する才を欠いていたし、民の幸福を気にかけることもなかった。（余の）多大な犠牲を払って過ごした人生は、虚しく過ぎ去っていった。神はこの世におられるが、余の目では神の姿を見ることはできなかった。（略）帝国軍は混乱に陥っている。（略）余はこの世に何も残さず、罪の果実を携えて旅立つのだ。（略）それでも、神の恩寵と慈悲のおかげで強い希望は持っている。しかし、（過去の行動を恐れているので）自らの行動を振り返ることはできない。（略）さらば、さらば、さらば」 | 」 |

3月3日明朝、皇帝アウラングゼーブは朝の祈りをささげるために寝室を出たときに意識を失った。そしてそのまま回復することもなく、その日の夕方に崩御した。
翌日、その遺体はアウランガーバード近郊フルダーバードにあるスーフィー聖者ザイヌル・ハクの墓廟のそばに埋葬された。アウラングゼーブの墓は歴代皇帝の墓と違い、イスラーム教スンナ派の教えに従った屋根のない白大理石の質素な墓であり、彼が最後まで教義に従っていたことを示している。
アウラングゼーブの半世紀にわたる治世、ムガル帝国は南端部を除くインド全域とアフガニスタンにわたる広大な領域を領有し、その没年までに帝国の版図は最大となり、帝国の歴史に最後の輝きを与えた。しかし、その宗教不寛容政策は宗教対立を招き、強引な領土の拡大による莫大な戦費は財政を破綻させ、前期ムガル帝国の繁栄に終止符を打ち、帝国は衰退期である後期ムガル帝国へと向かっていった。

## 崩御後のムガル帝国

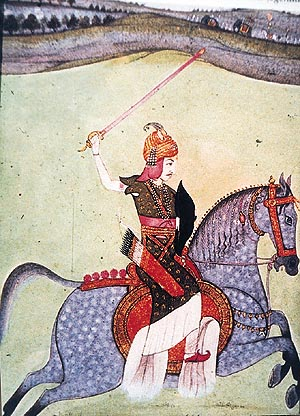
バージー・ラーオ

その後、5月に帝国軍はデカンからの全面撤退を決め、同時にムガル帝国の宮廷にいたマラーターの王子シャーフーを釈放した。シャーフーはマラーター王国の首都サーターラーに向けて進軍し、シヴァージー2世の母ターラー・バーイーが対決姿勢で応じたために内乱となったが、彼はバラモンであるバーラージー・ヴィシュヴァナートの助力により、翌年にマラーター王となった。
アウラングゼーブの崩御後、彼の予想通りに息子たちが帝位をめぐって争いはじめ、彼自身の統治、多数の民族・宗教を抱えた政情や帝国の財政難も影響して、帝国領はたちまち分裂、衰退していった。
のちに混乱に乗じて帝国を見切ったデカンのニザーム王国、アワド太守、ベンガル太守といった近隣地域が独立、マラーター王国を中心としたマラーター同盟が強勢となった。1737年にはその宰相バージー・ラーオ率いる軍勢によってデリーを攻撃された（デリーの戦い）。アウラングゼーブの没後ちょうど30年目に起きたこのことは、マラーターの台頭とムガル帝国の衰退をよくあらわしていた。
さらには、イランのアフシャール朝がデリーを略奪・破壊、アフガニスタンのドゥッラーニー朝も帝国領にたびたび侵入し、インドの植民地化を目指すイギリスなどの外国勢力も介入してくるなど、帝国は急激に崩壊していった。
こうして、アウラングゼーブの崩御100年後の19世紀初頭には、ムガル帝国は首都とその周辺しか支配していなかった。

## 人物・評価

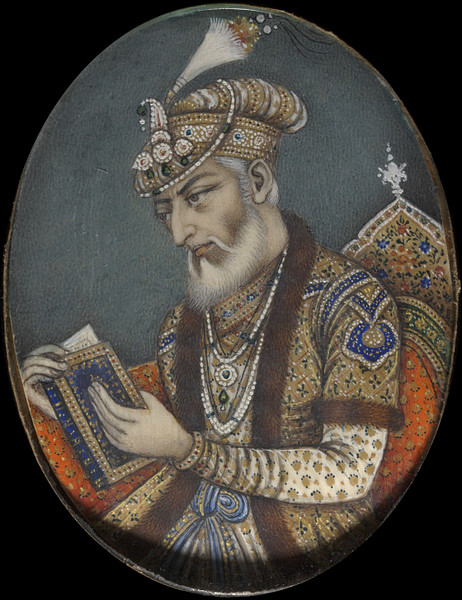
コーランを読むアウラングゼーブ

アウラングゼーブは先述したように若年よりスンナ派に沿った生き方をし続けた人間であり、サティーシュ・チャンドラは「生きた聖者」、ウィリアム・ノリスは「宗教に全てを捧げたムガル王」とさえ呼んでいる。近藤治は、アフマド・シルヒンディーの思想がアウラングゼーブの考えた方につながり、ひいてはその統治に大きな影響を与えたと述べている。アウラングゼーブの書簡の中で最も多い話題は、神（アッラー）への恐れであった。また、アウラングゼーブはその生涯で数度にわたって自らコーランの書写を行っている。
アウラングゼーブの私生活は禁欲主義に基づいて、宝石はほとんど身に着けず、値段の安い服を着ている質素倹約なものであった。そればかりか、自ら貴族のために作った帽子、装飾文字で書かせた自身のデリー近郊にあった小さな農場などから得られる僅かな収入だけで私生活を賄おうとした。彼はペルシア語の詩作を趣味とし、良馬を好み、果実を好物としていた。
アウラングゼーブは皇位継承戦争においては3人の兄弟を抹殺する非情な手段をとったが、帝位が盤石になると人間味を表し、とりわけ身分の低いものには寛容さを見せるようになった。もともと皇子の頃からアウラングゼーブは謙虚な人柄で、自分に厳しく他者の弱点には寛大な人物であった。ただ、その政策に不利益を被った多くのヒンドゥー教徒やシーア派からは、むしろ邪悪な怪物に仕立て上げられた。それらの風評は今日まで粗暴な人柄を伝えるが、これはアウラングゼーブの実態とかけ離れていたという。
また、アウラングゼーブは若いころに一度だけヒンドゥーの踊り子に情熱的な恋をし、音楽といった快楽を求め続けるような生活をしていたことがあった。フランシス・ロビンソン曰く、その踊り子が死ぬことさえなければ、厳格な禁欲主義へは至らなかった可能性がある。
シャー・ジャハーンの治世とは違い、アウラングゼーブの治世に文化は衰退した。建築は宗教関係に限られ、宮廷にいたムガル絵画の画家集団は解散させられ、ヒンドゥスターン音楽への保護も打ち切られた。アウラングゼーブが帝国の文化事業に終止符を打ったのは、シャー・ジャハーンやダーラー・シコーがその保護者であったからと考えられている。しかし、宮廷にいたムガル絵画の画家はラージプート諸王国に仕え、ラージプート絵画の発展に寄与し、18世紀にラージプート絵画が最盛期を迎える端緒をつくった。
アウラングゼーブはアクバル帝以来ムガル帝国で進められてきたイスラーム教徒と非イスラーム教徒の融和政策と、その結果として一定程度実現された信仰の自由と宗教間の平等を破壊し、シャリーアの厳格な適用によってイスラームの優位に基づく秩序を復活させた。故にイスラーム復古主義者の間ではアウラングゼーブを「護教者」とする見解が主流だが、現代的な多元主義者は、アウラングゼーブはイスラームの中からムスリムとズィンミーという二元的関係に基づく「不平等の共存」を越えた真の多元主義が生まれる芽を摘んだという意見をもっている。
パキスタンでは建国の経緯からイスラーム復古主義と世論の親和性が強く、アウラングゼーブは国民的英雄とされており、インドでアクバルが尊敬されているのと対照的である。

## 家族

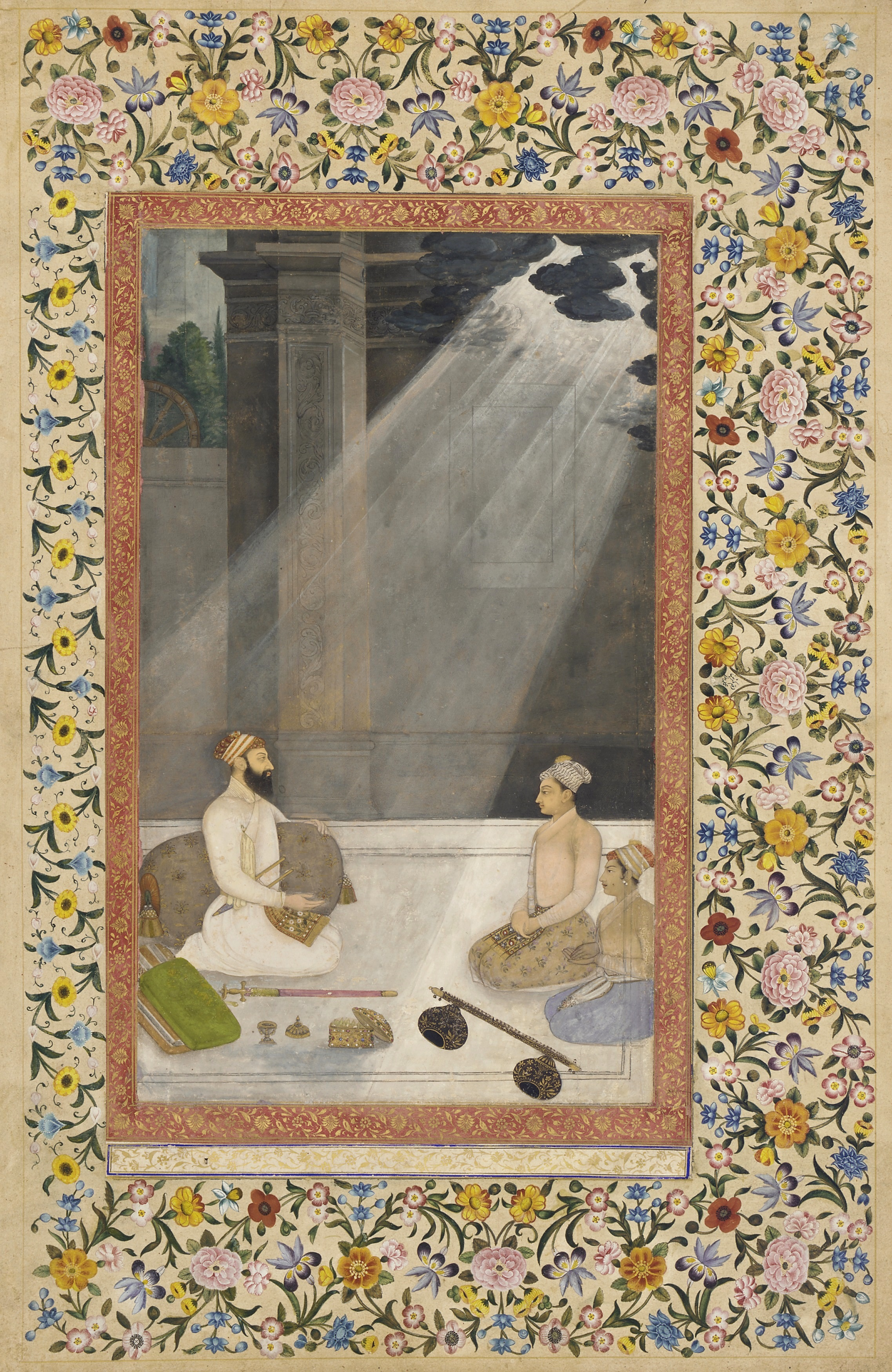
アウラングゼーブと息子

### 父母
- シャー・ジャハーン
- ムムターズ・マハル

### 后妃

#### 正室
- ディルラース・バーヌー・ベーグム
- ナワーブ・バーイー（ラージ・マハル）
- サドルンニサー・ベーグム

計3人。

#### 側室
- ディルアーラーム
- ウダイプリー・マハル（ウダイプリー・バーイー）
- アウランガーバーディー・マハル
- ザイナーバーディー・マハル（チャタル・バーイー）
- ザイナーバーディー・マハル（ヒラー・バーイー）
- ダウラターバーディー・マハル
- アブル・ハサン・クトゥブ・シャーの娘

計7人。

### 息子
- スルターン
- バハードゥル・シャー1世
- アーザム・シャー
- アクバル
- カーム・バフシュ

計5人。

### 娘
- ゼーブンニサー・ベーグム
- ズィーナトゥンニサー・ベーグム
- バドルンニサー・ベーグム
- ズブダトゥンニサー・ベーグム
- ミフルンニサー・ベーグム

計5人。

## ギャラリー

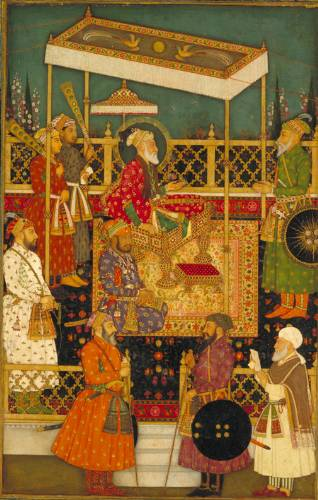
孔雀の玉座に座るアウラングゼーブ
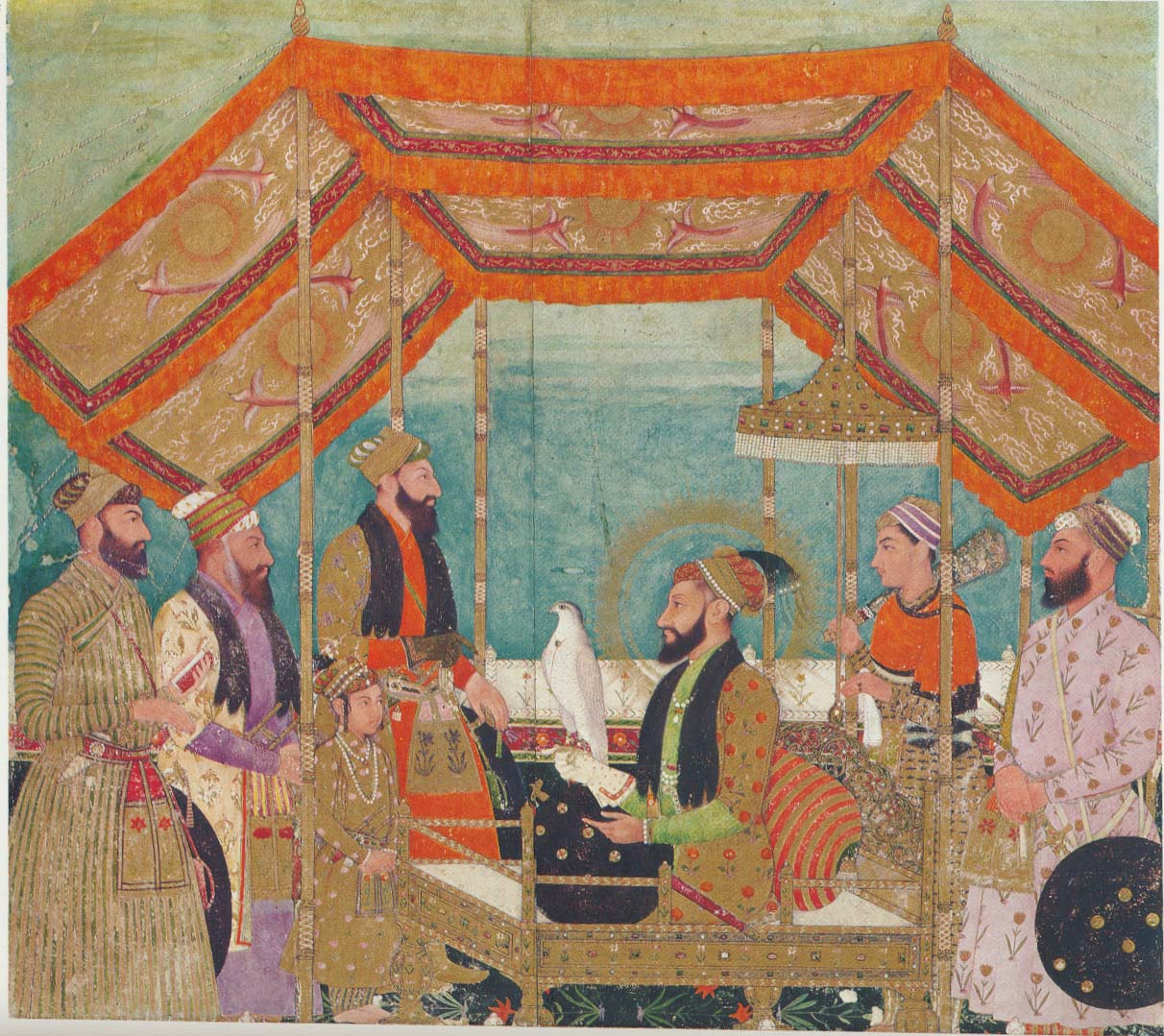
孔雀の玉座に座り、手に鷹を乗せるアウラングゼーブ
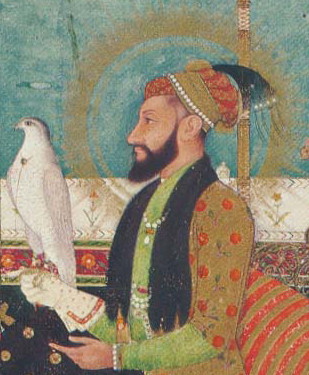
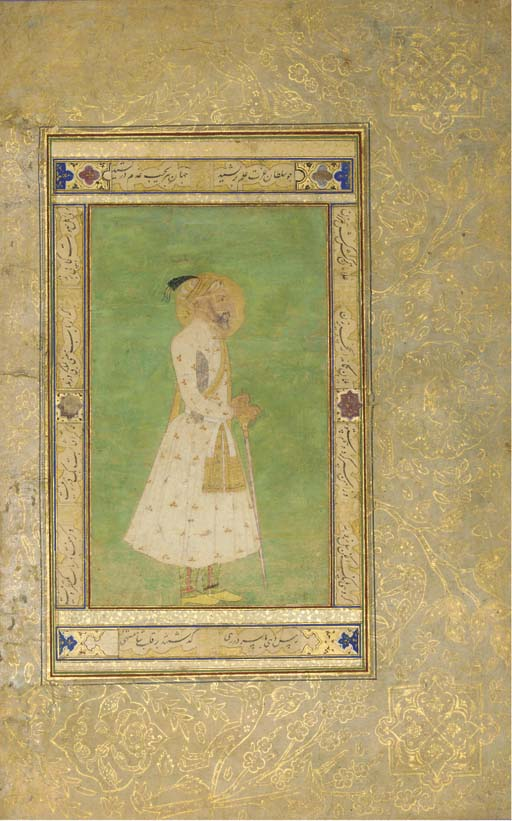
剣を持つアウラングゼーブ
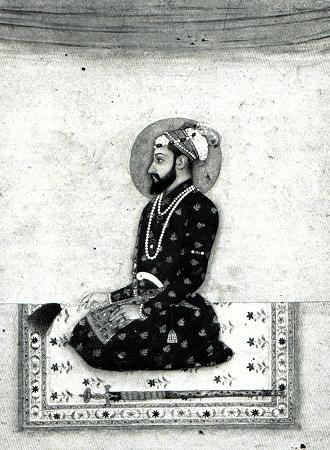
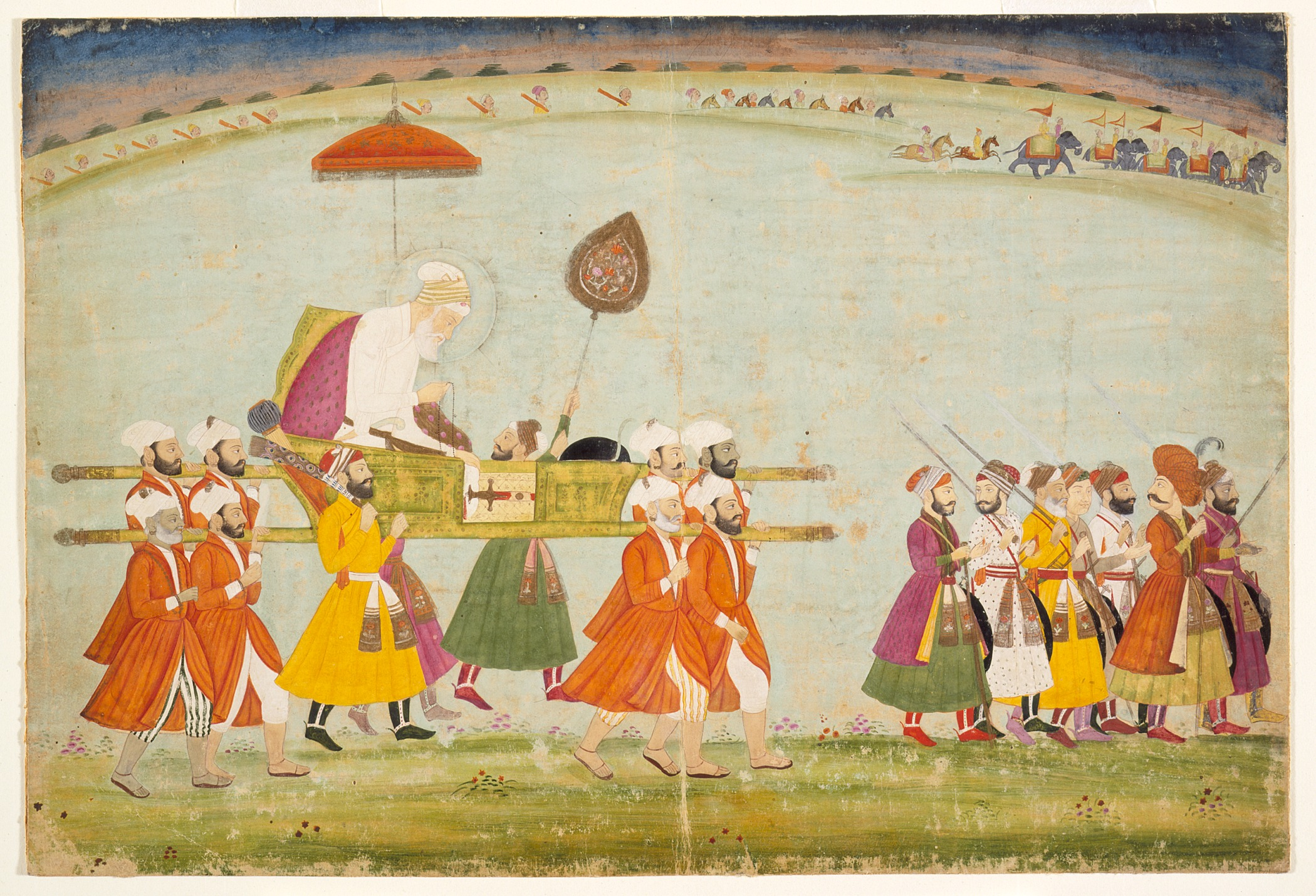
輿に乗るアウラングゼーブ
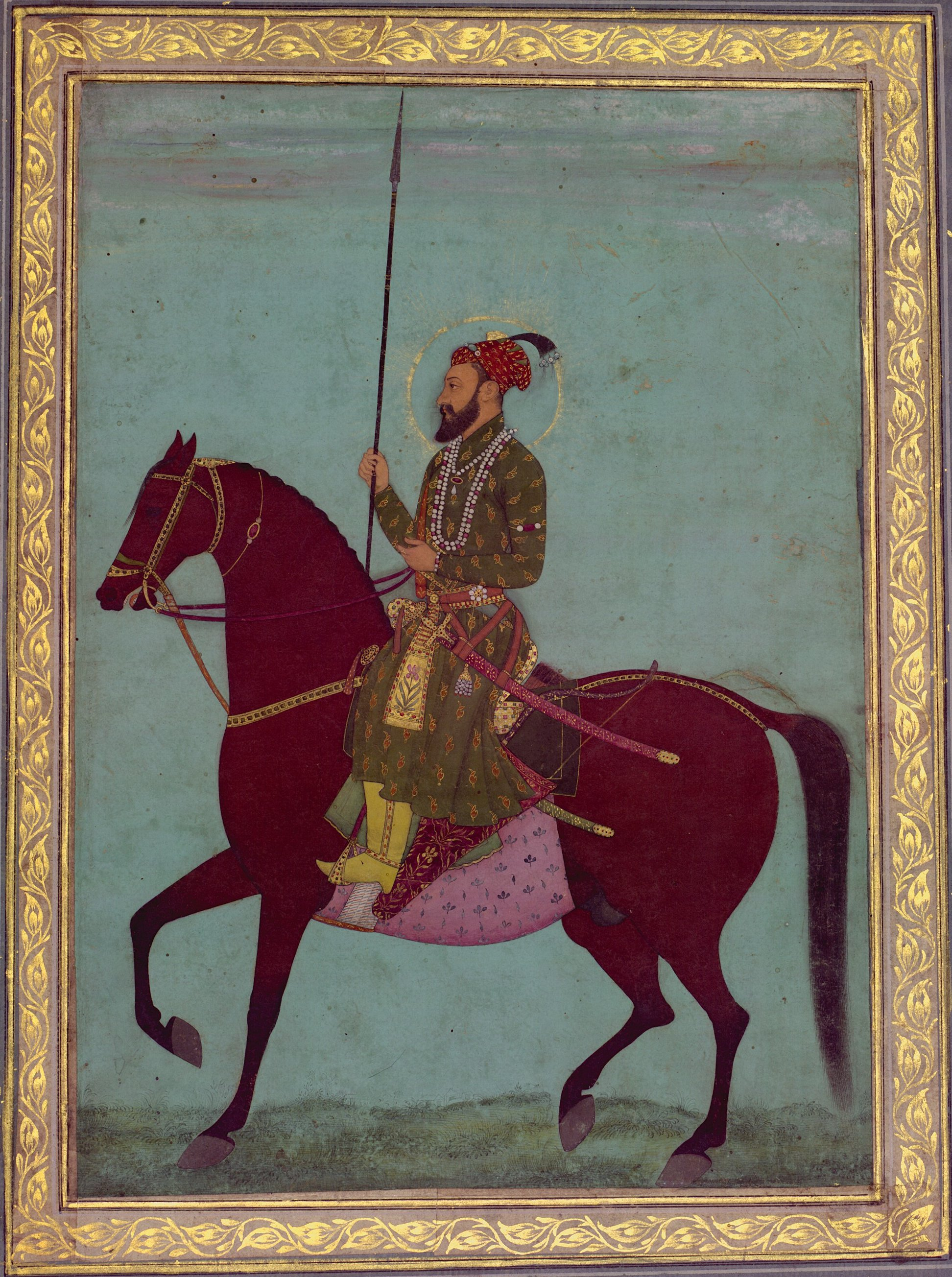
馬に乗るアウラングゼーブ
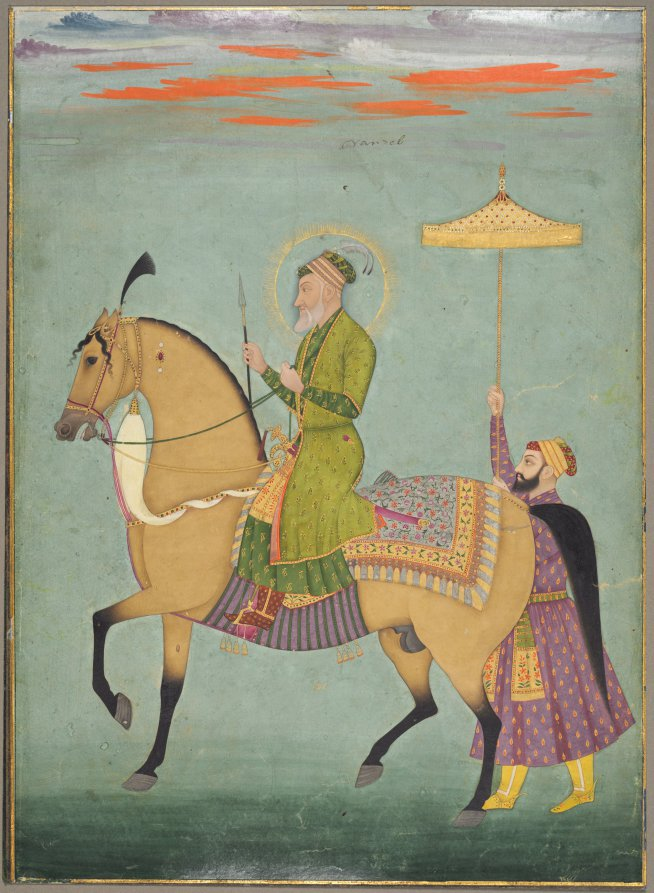
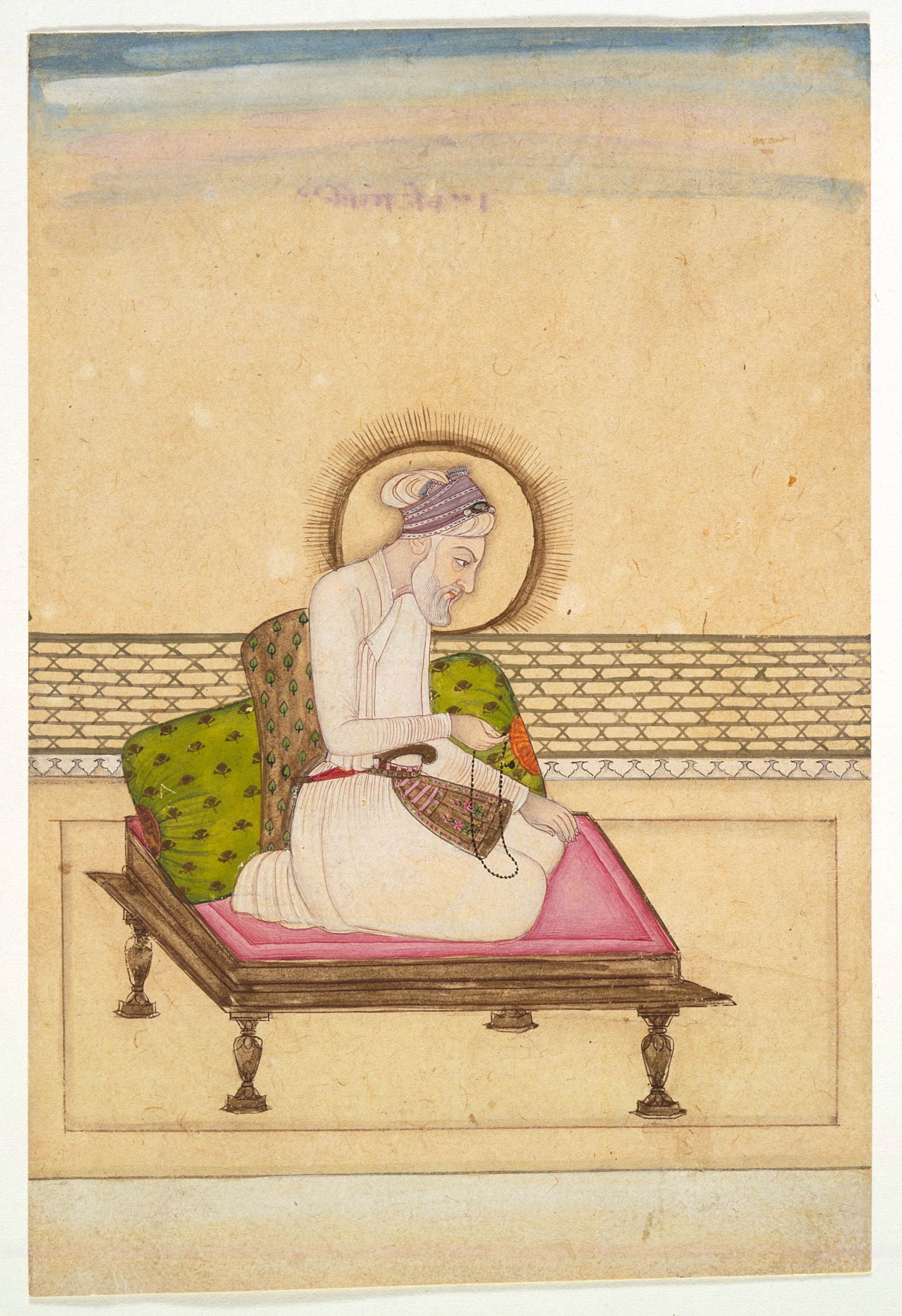
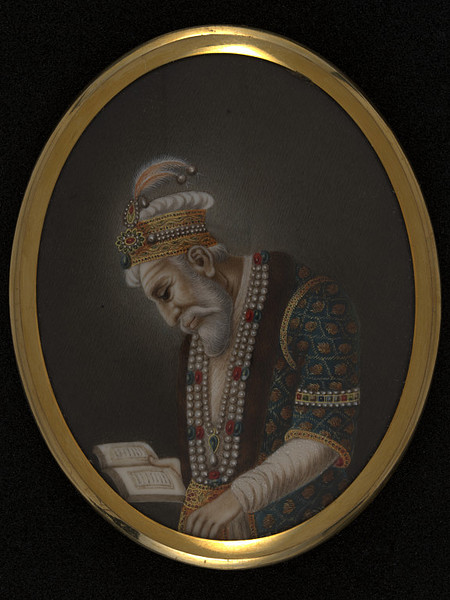
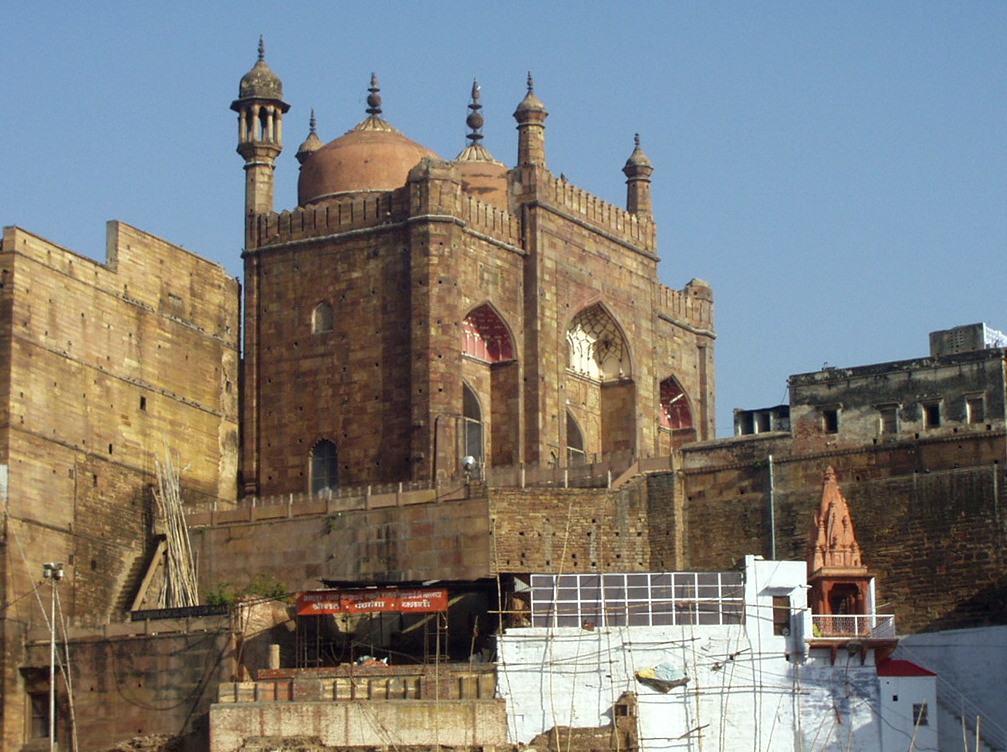
ギャーンヴァーピー・モスク
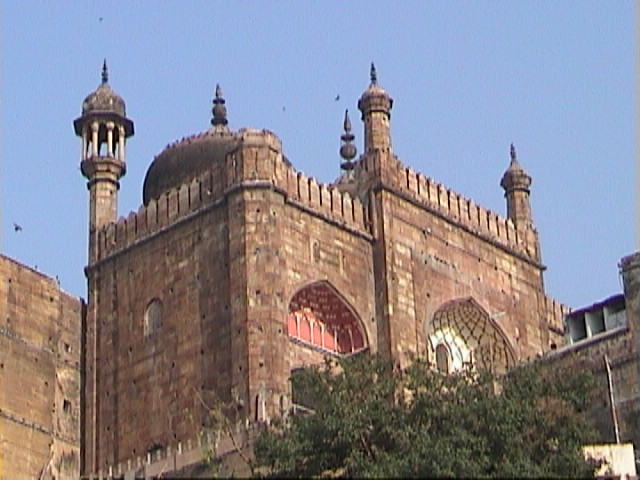
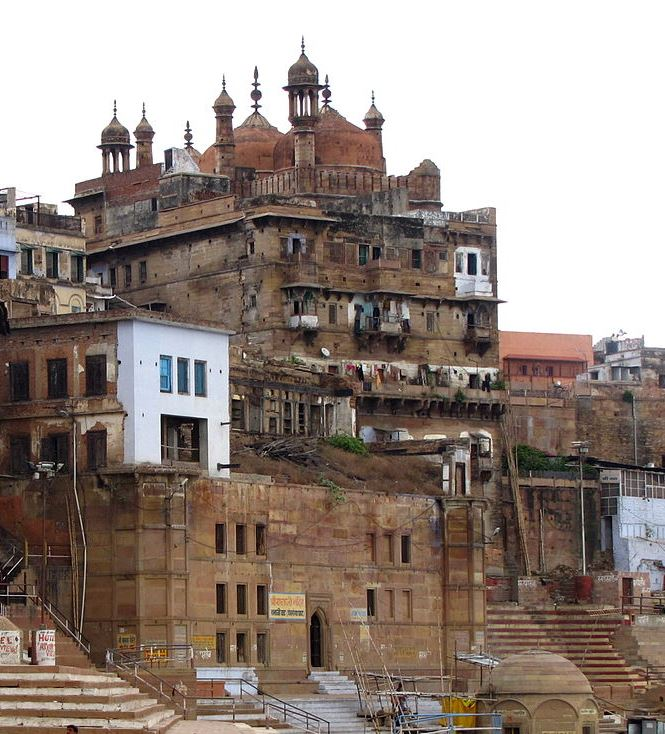
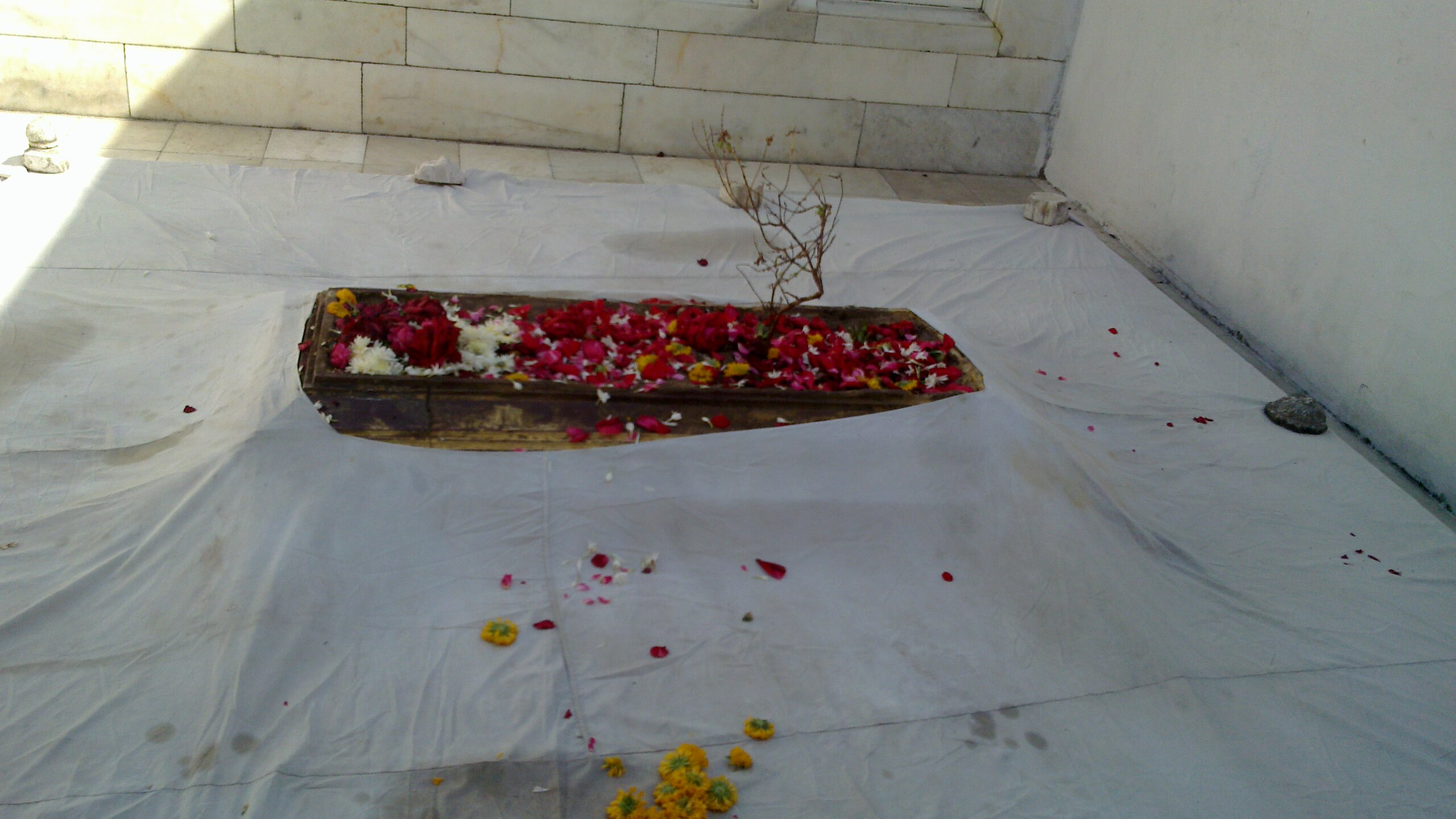
アウラングゼーブの墓廟
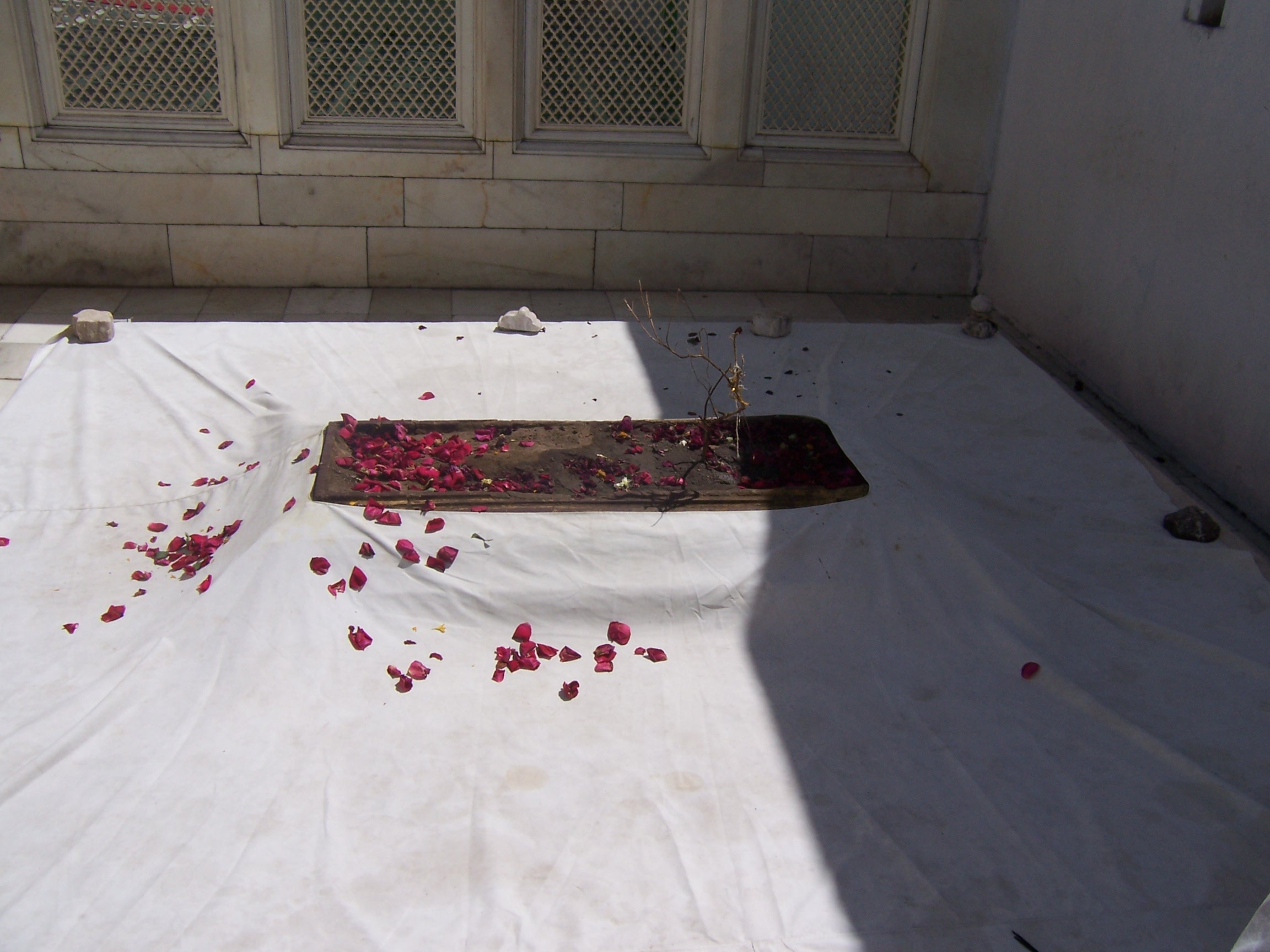
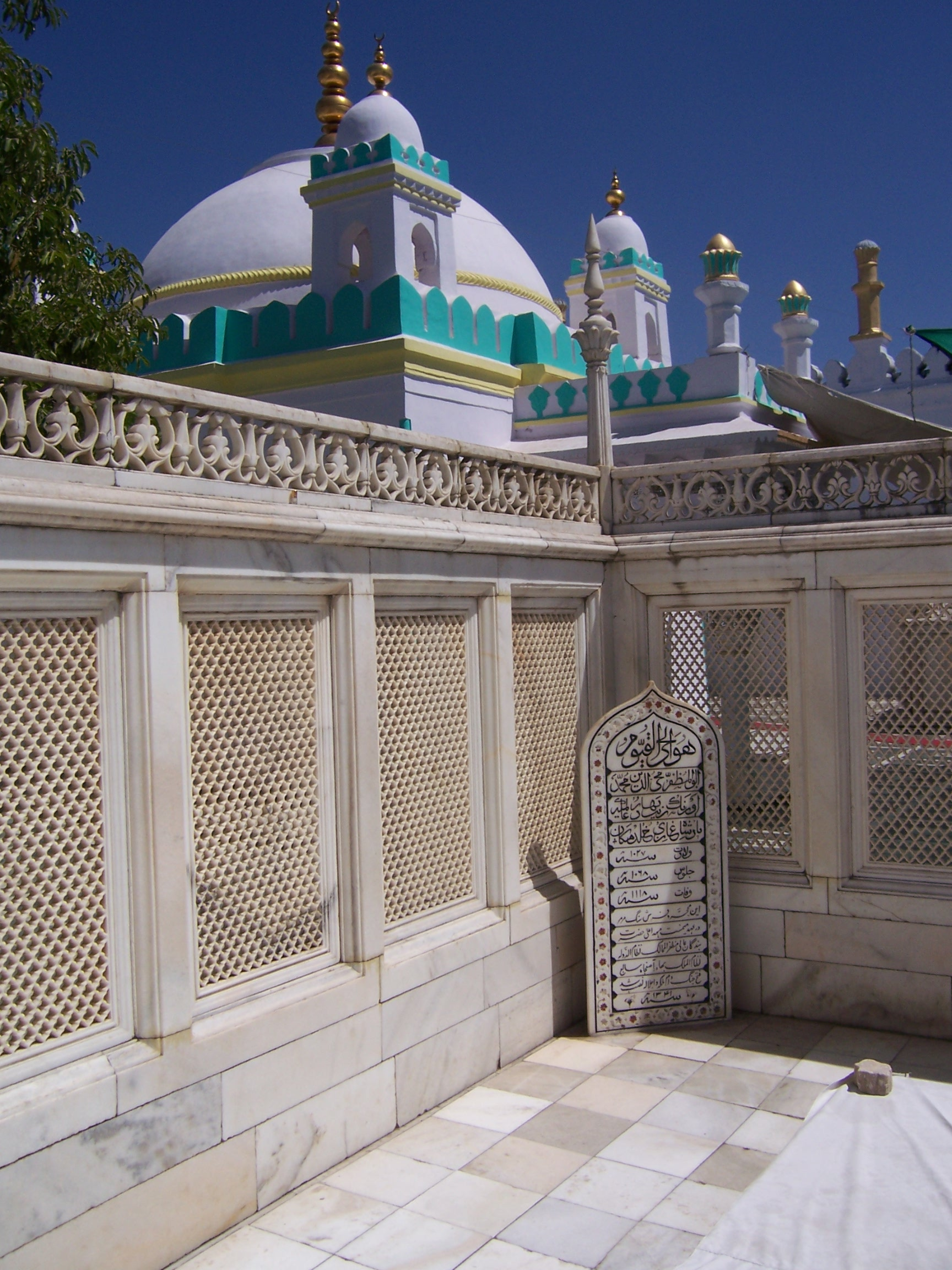
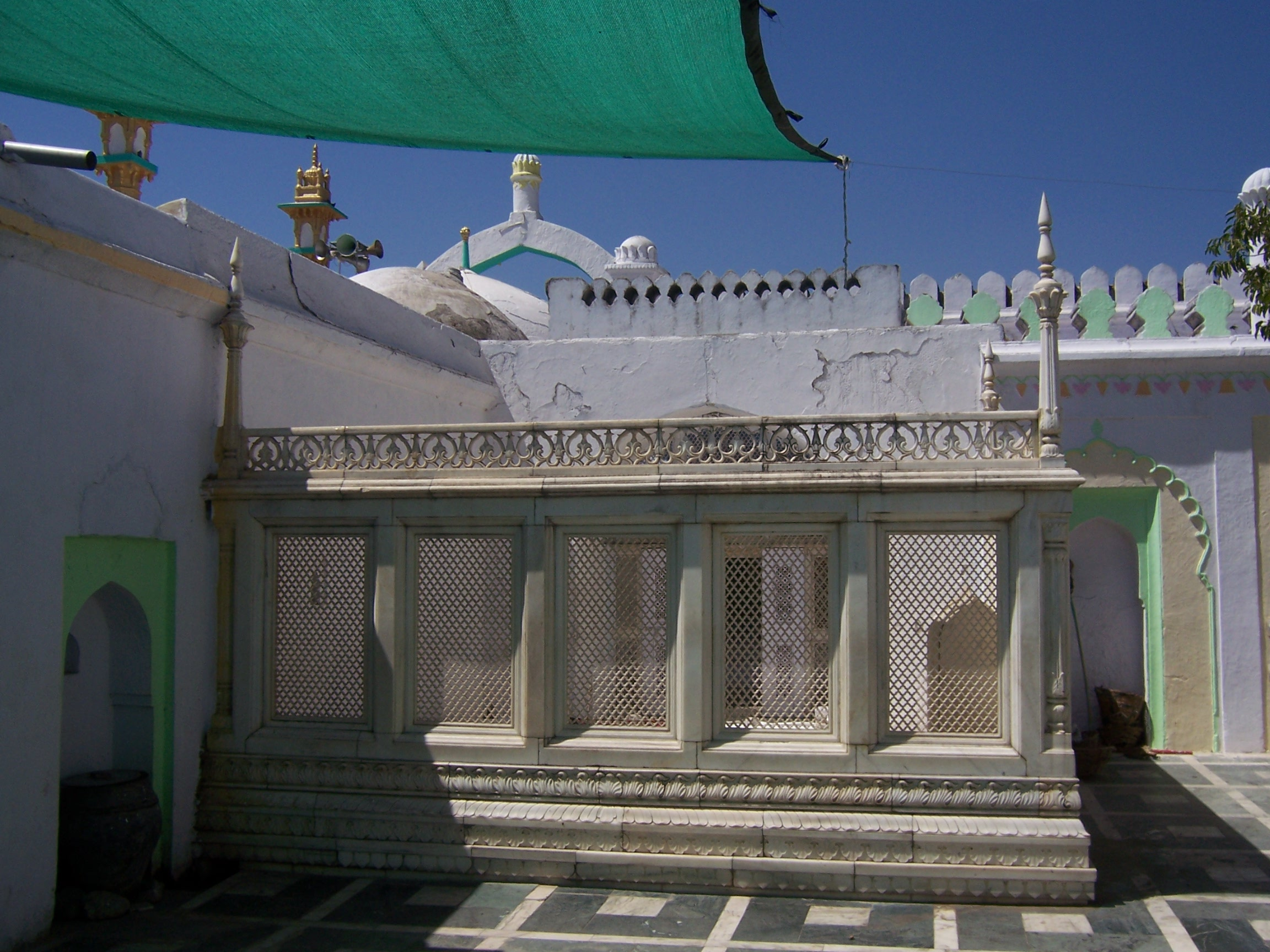
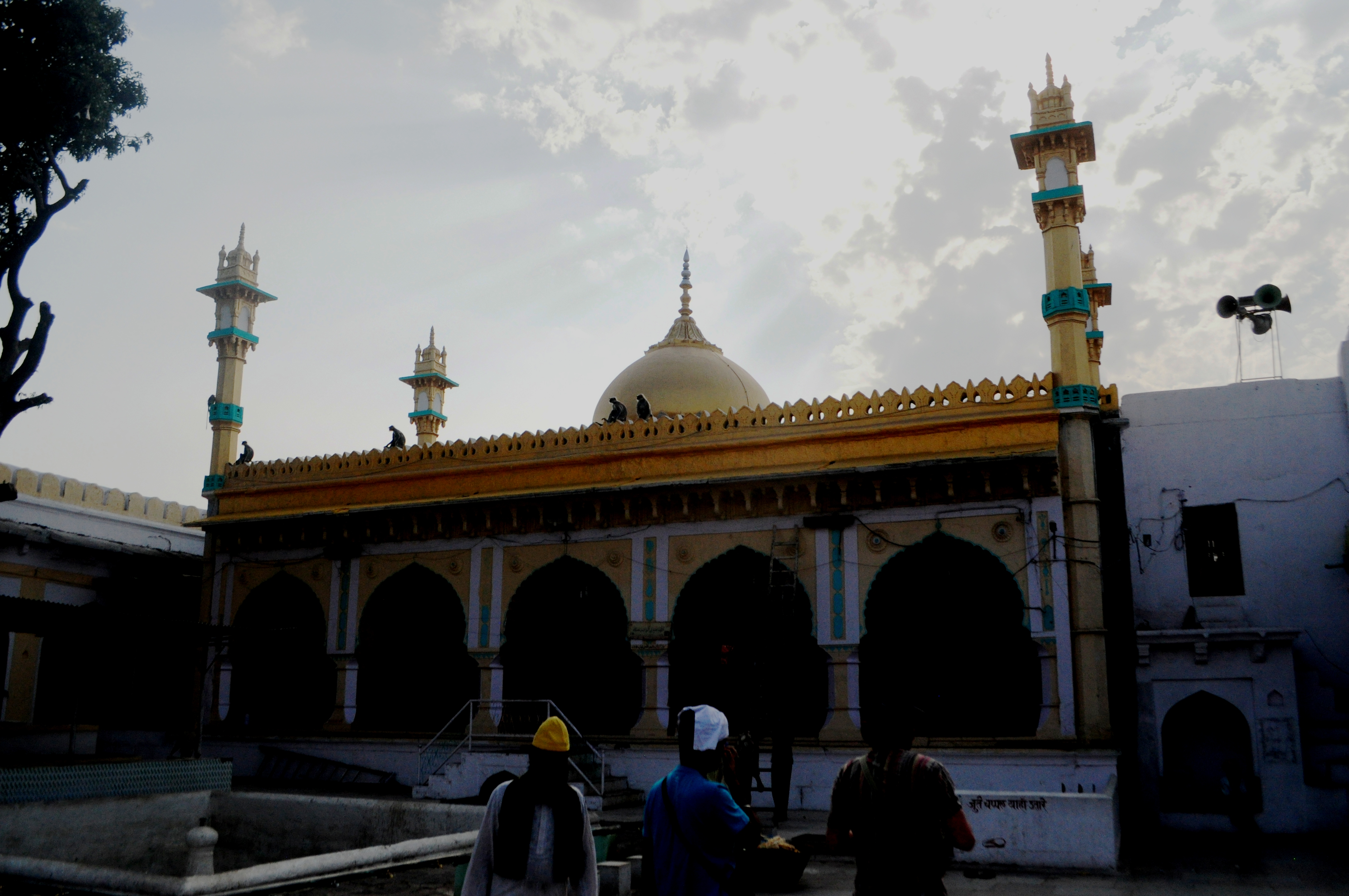
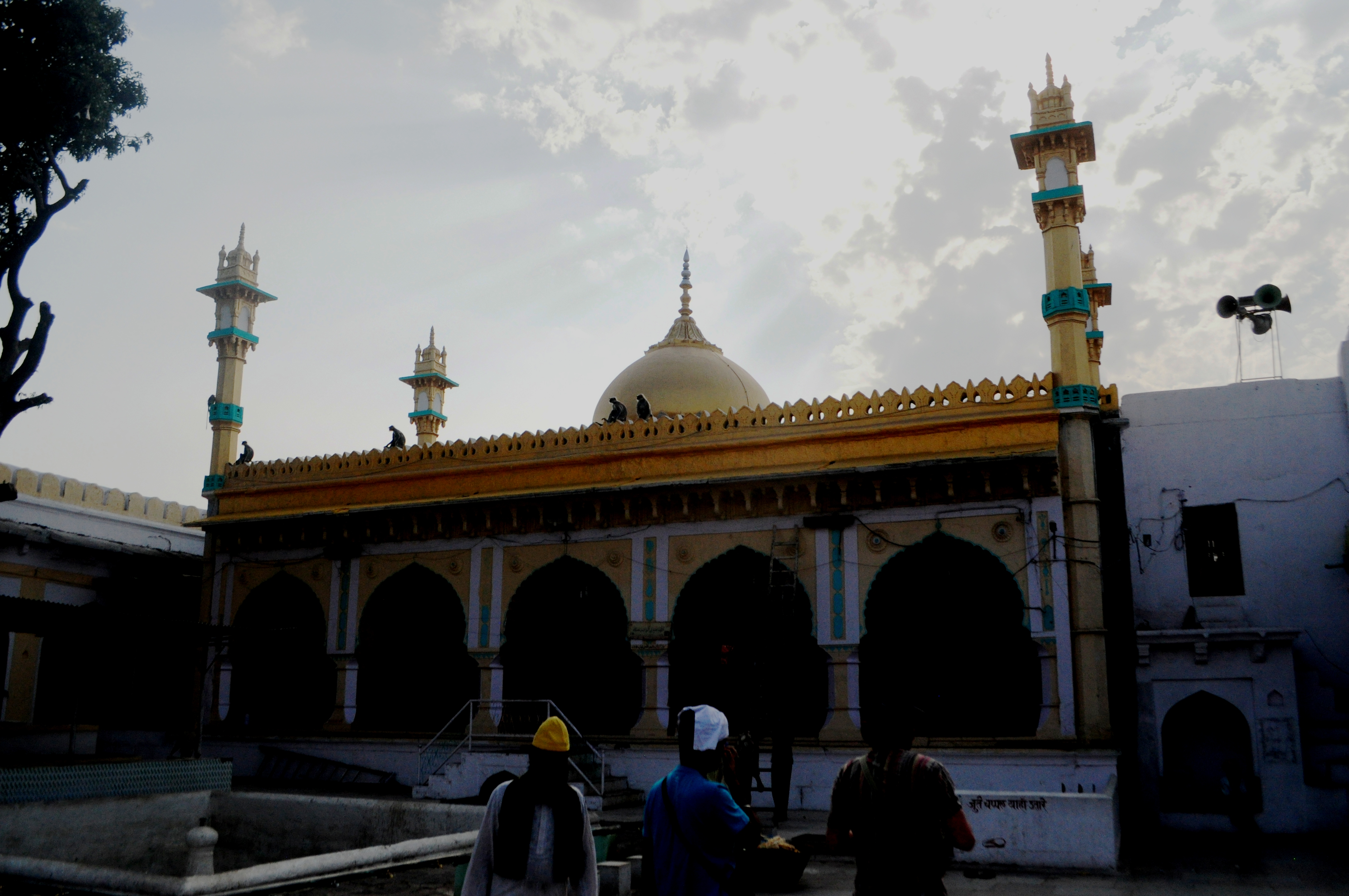
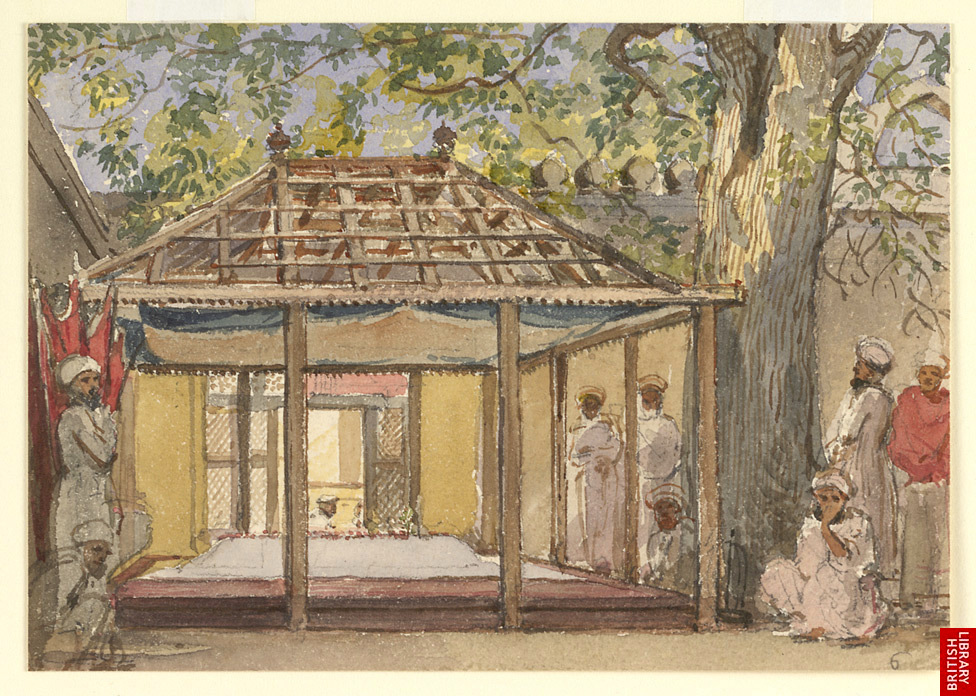
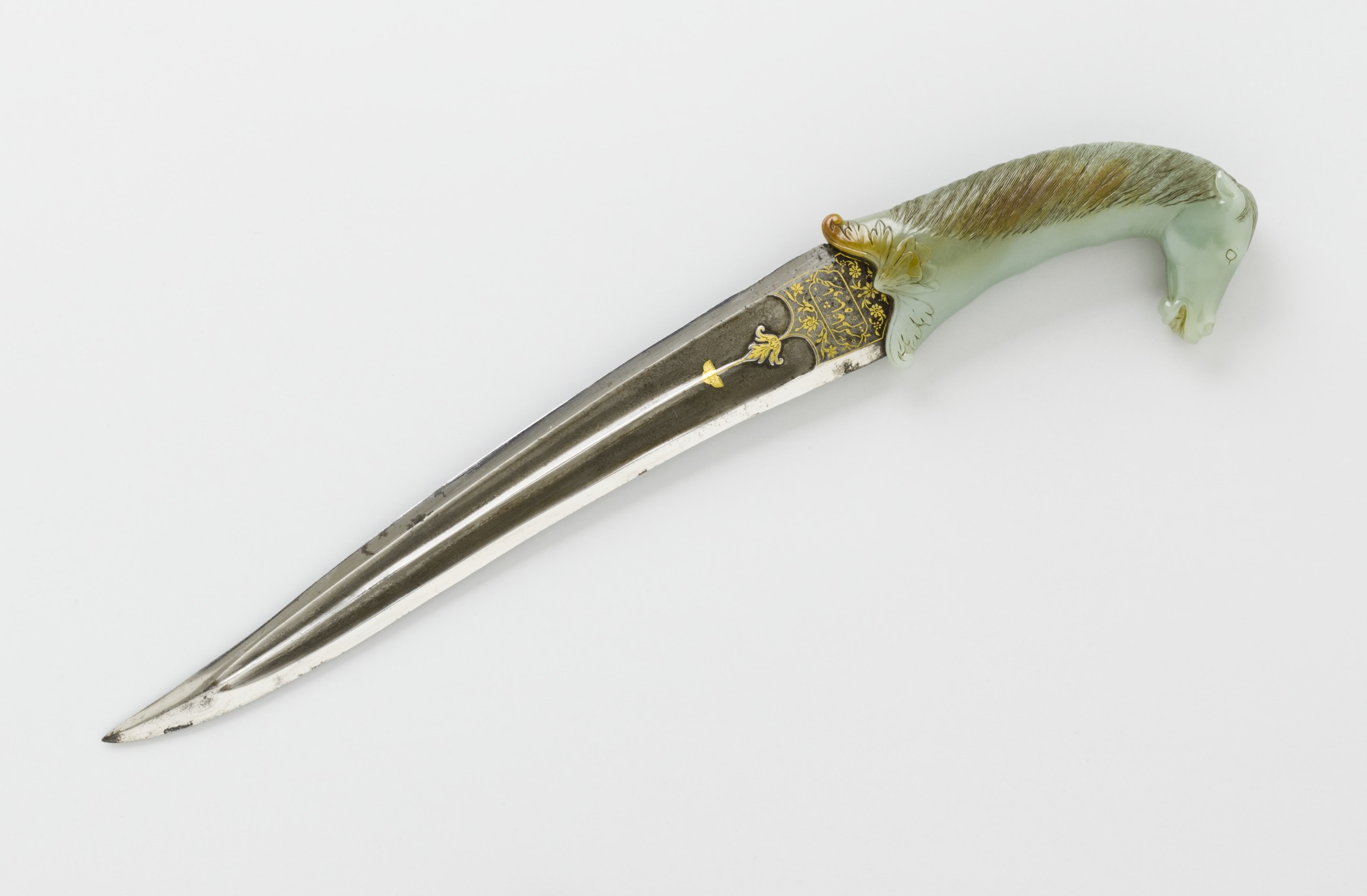
アウラングゼーブのダガー
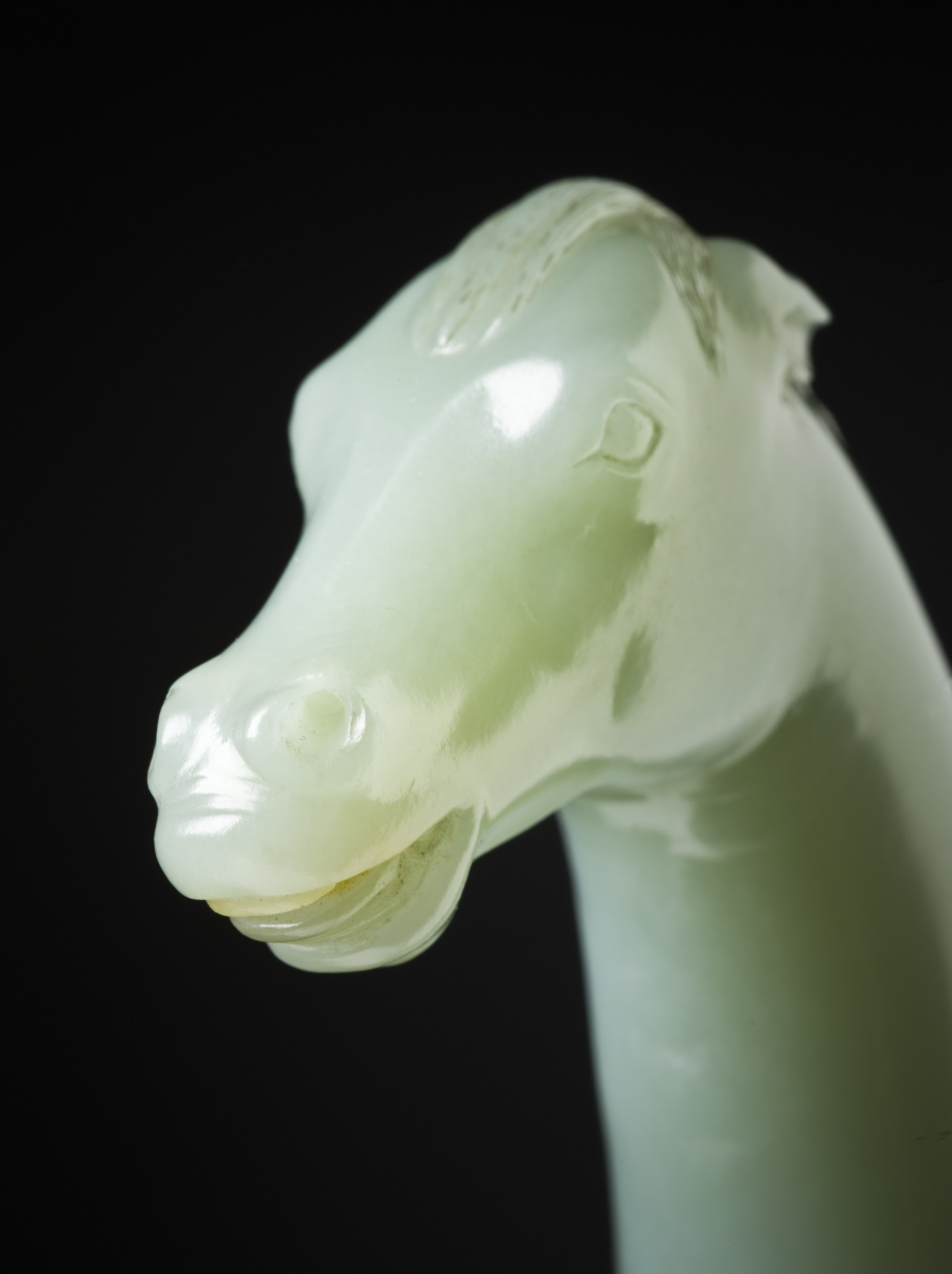
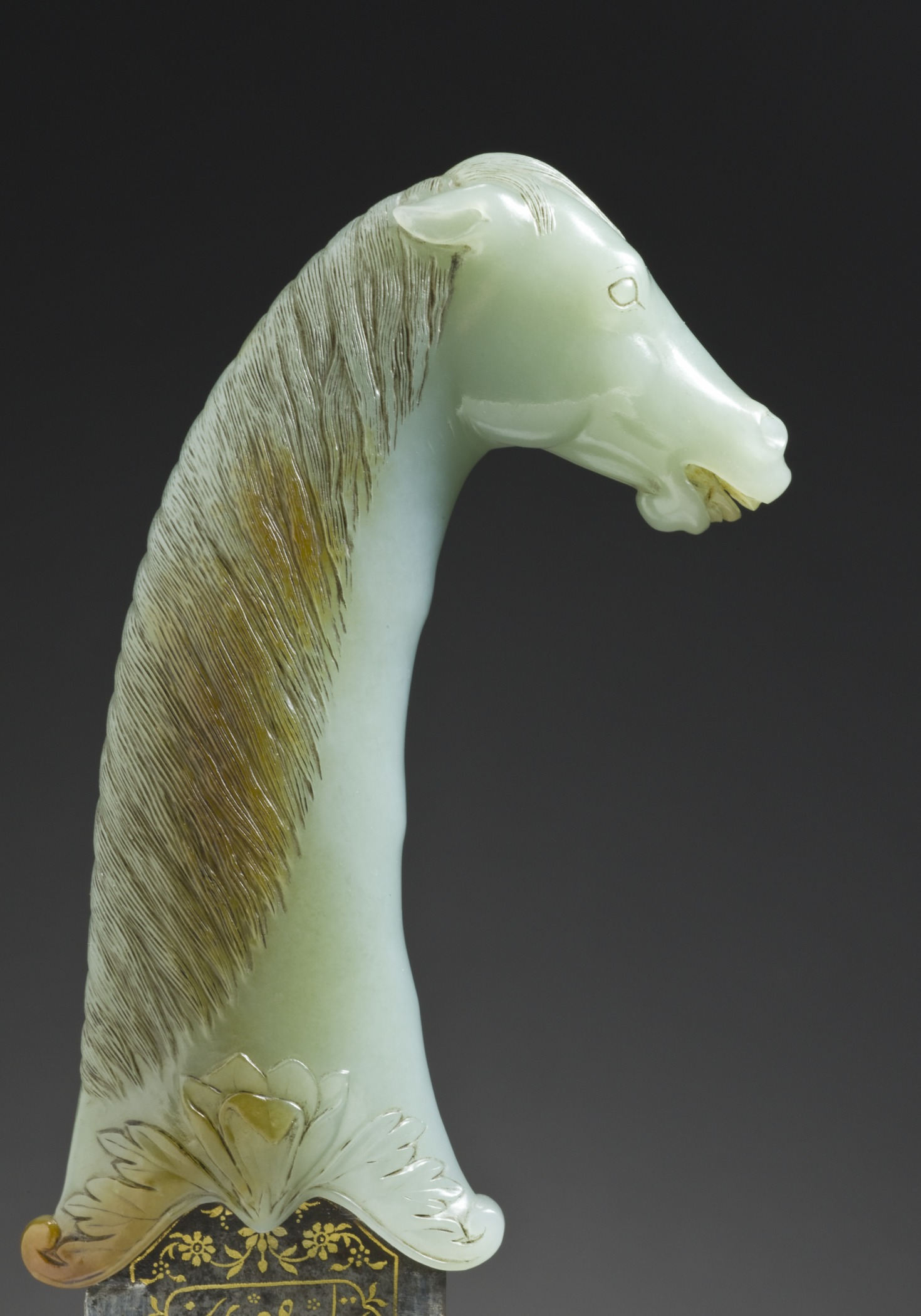
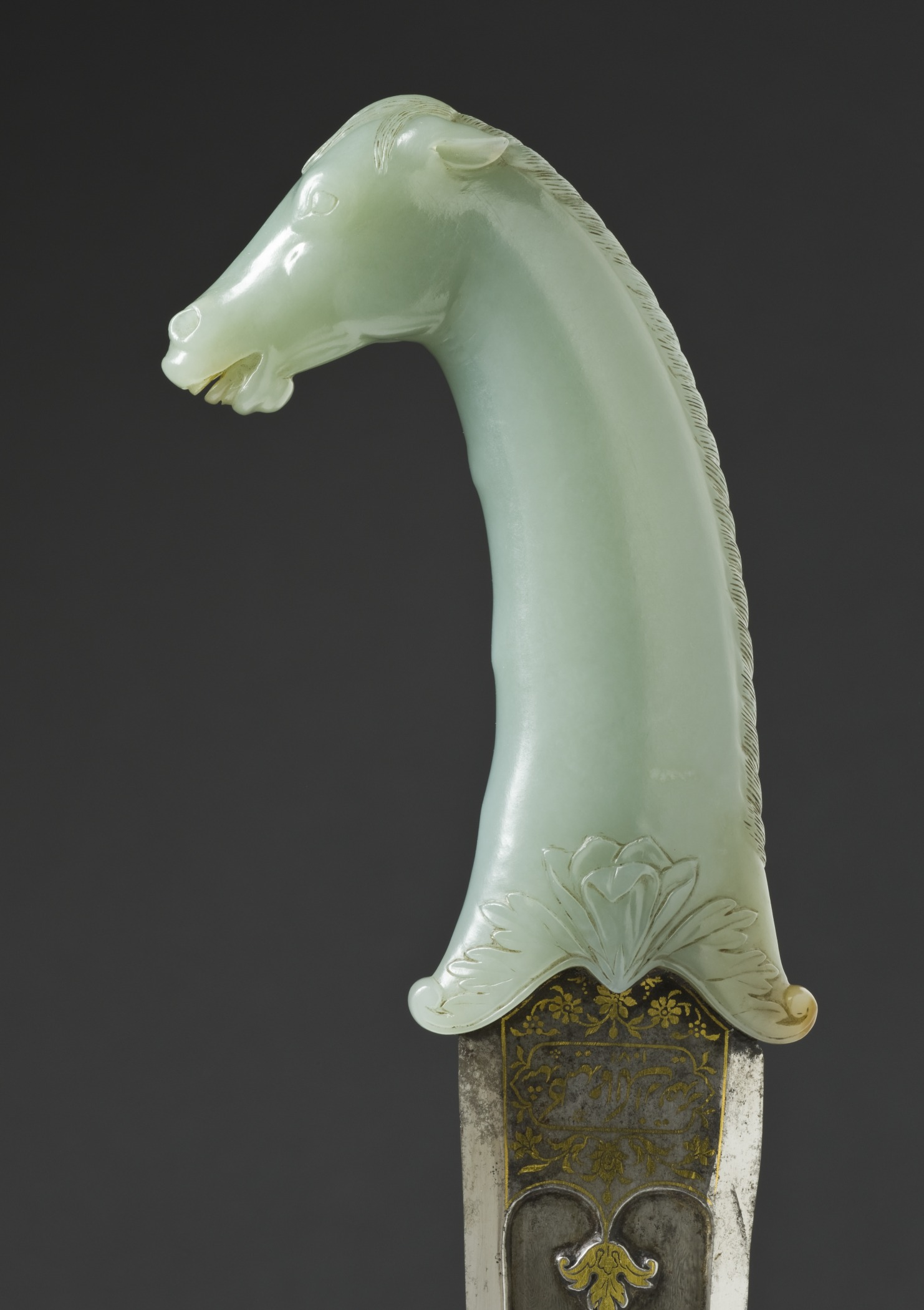
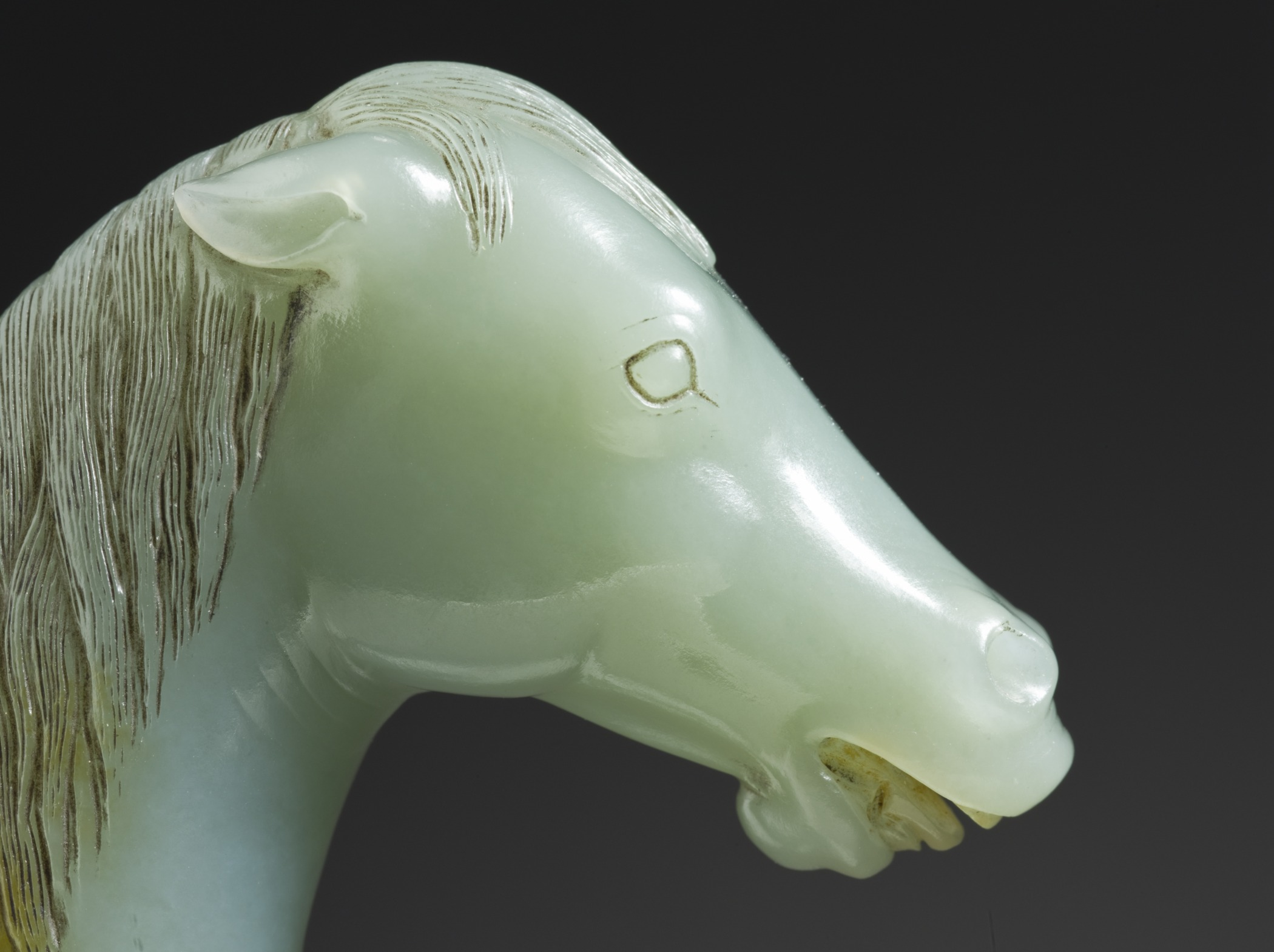
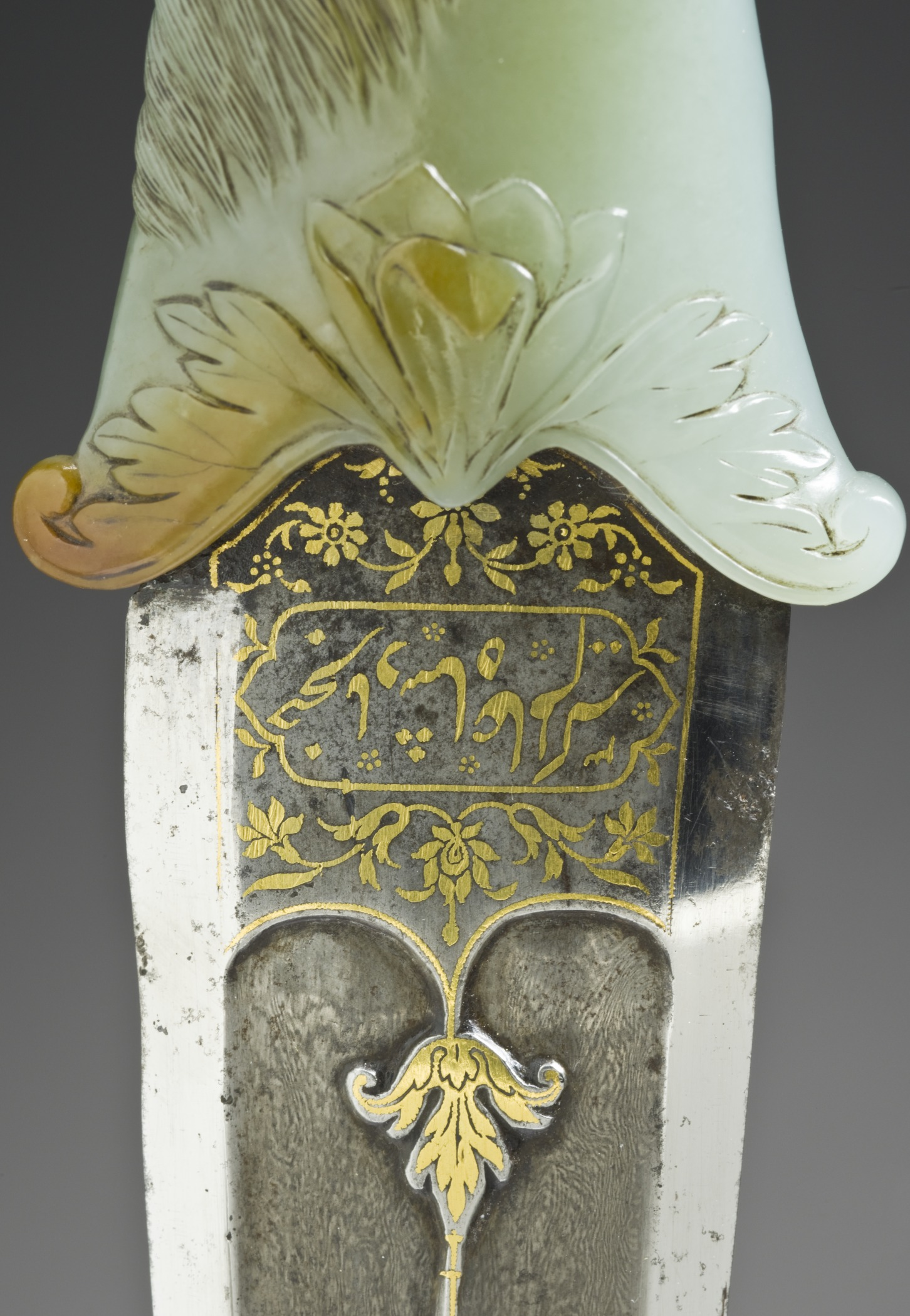
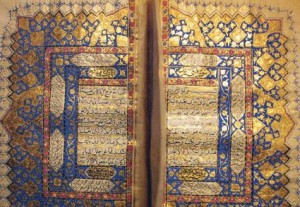
アウラングゼーブのコーランの写本
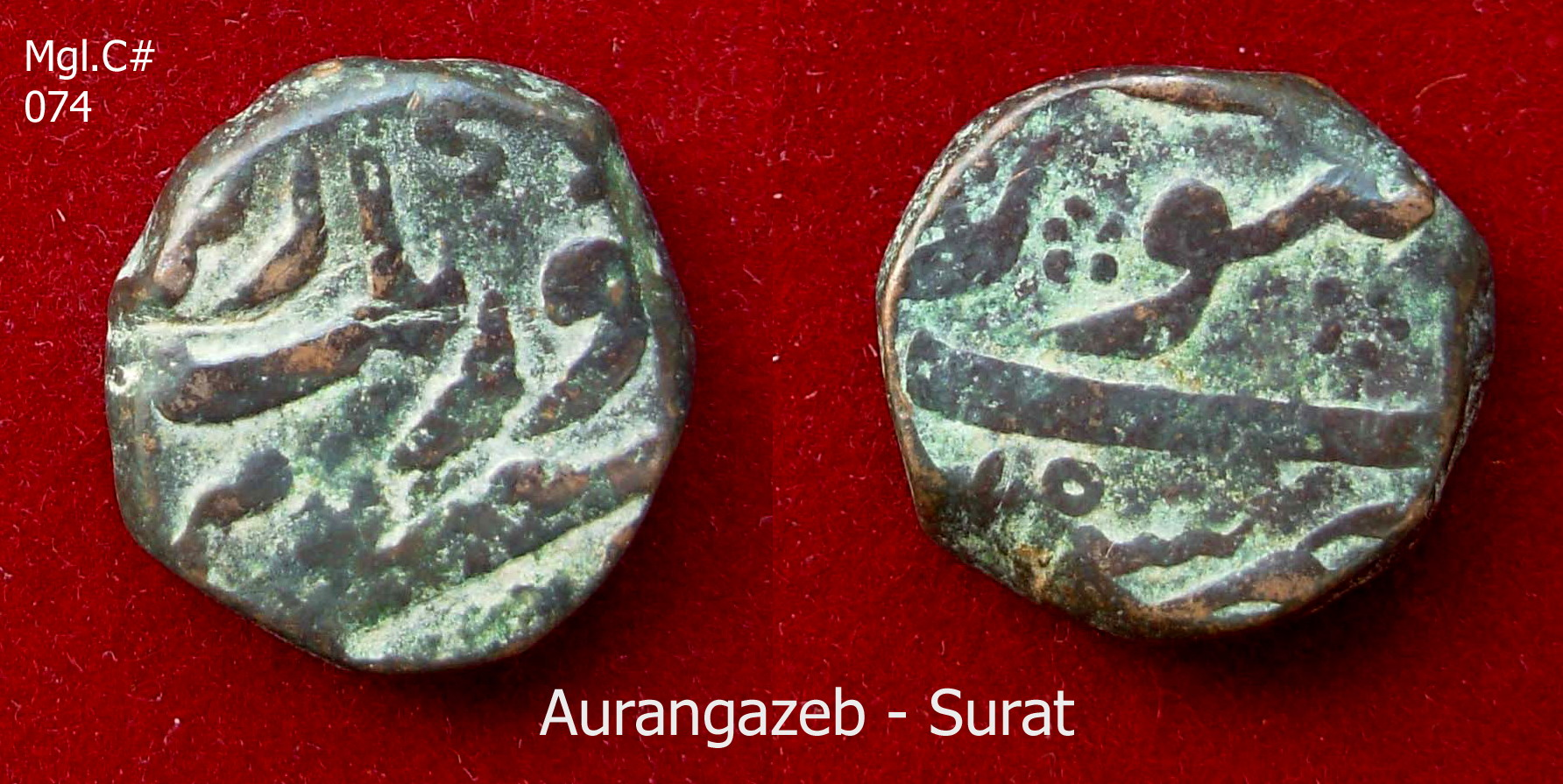
アウラングゼーブのコイン
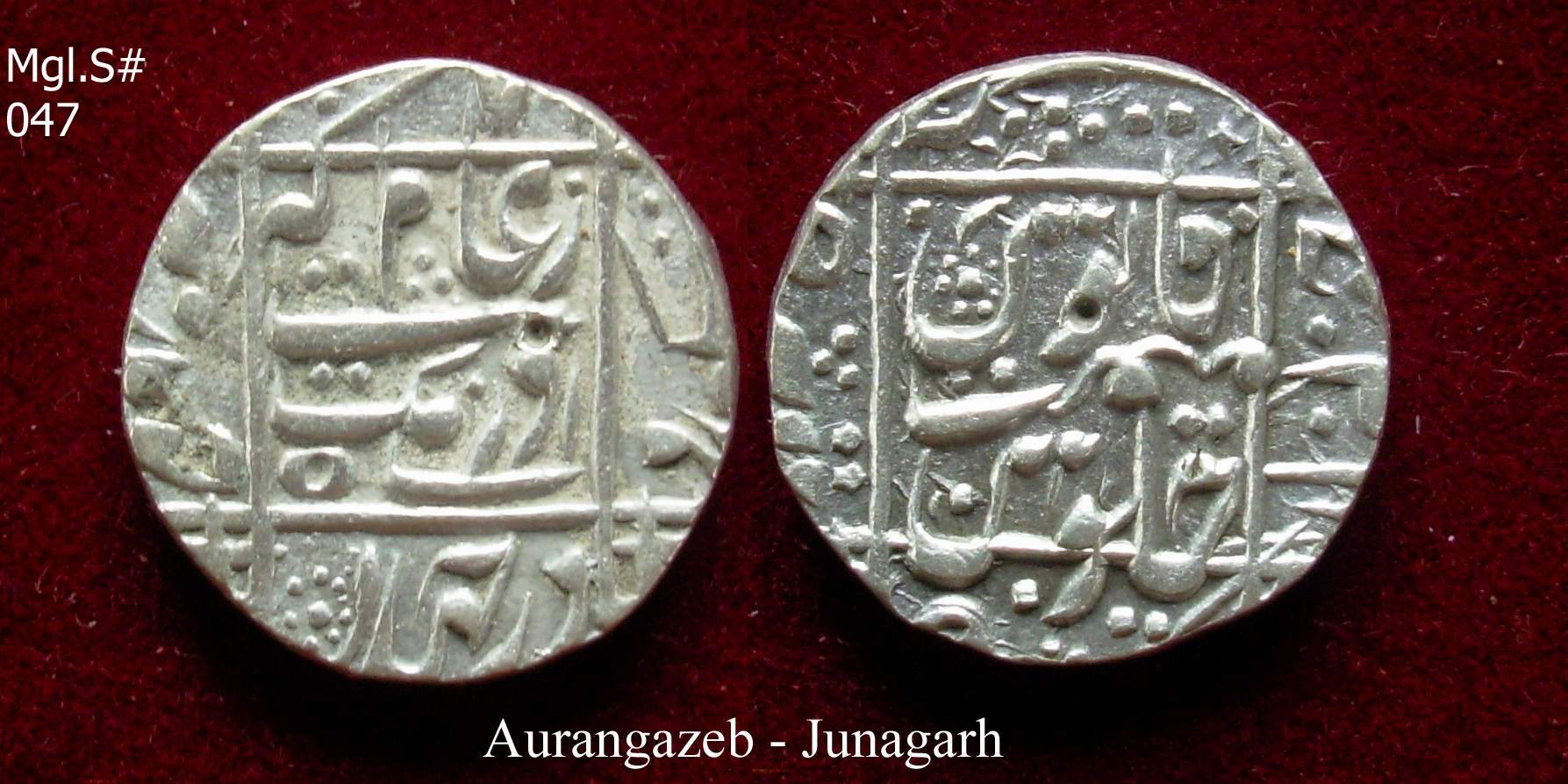
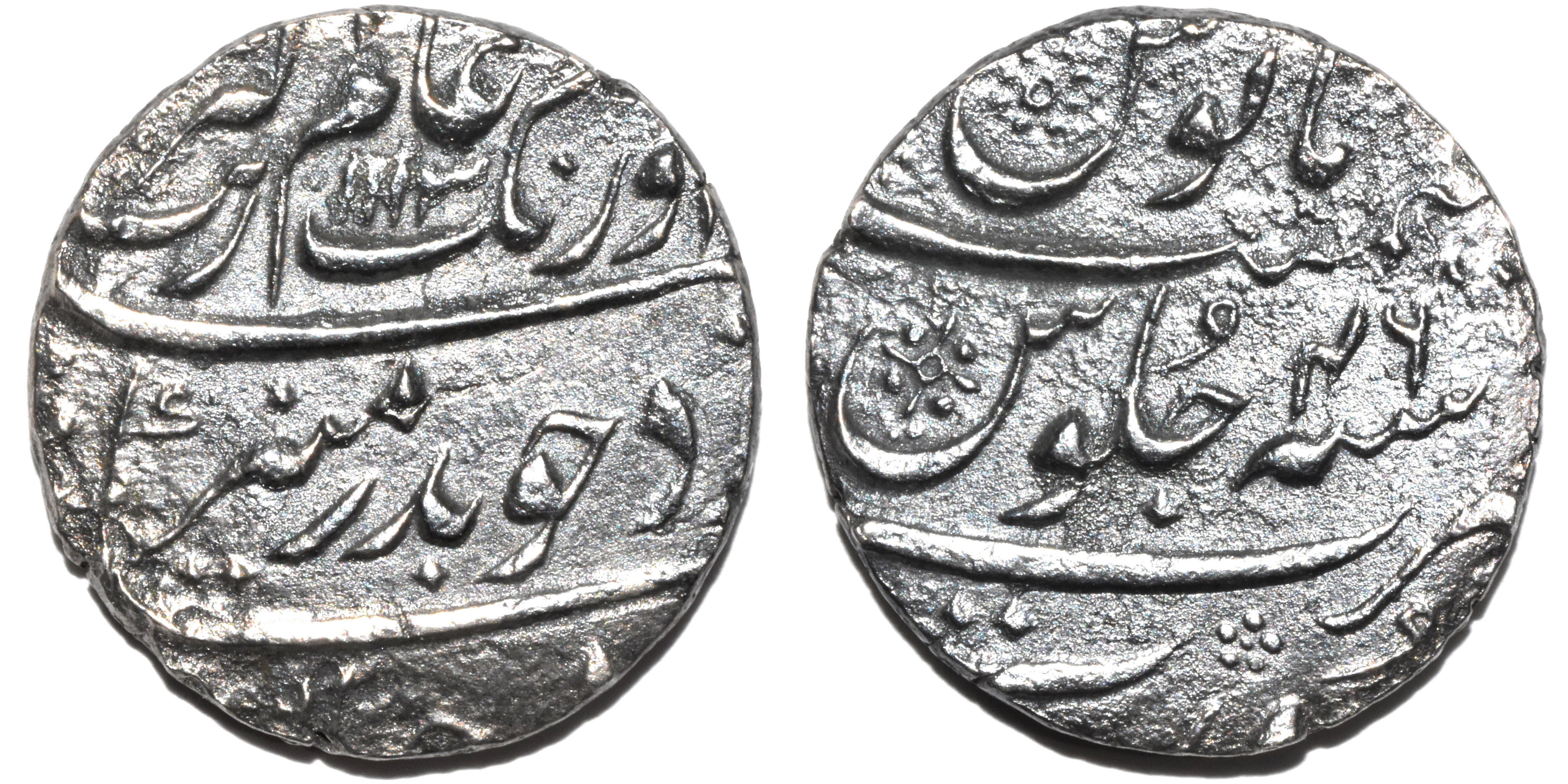
アウラングゼーブのルピー銀貨